# Años 2000
El decenio de los 2000, los años 2000, o década de los 2000, comprende el periodo de tiempo que va desde el 1 de enero de 2000 —aunque el 2000 es aún parte del siglo XX— hasta el 31 de diciembre de 2009. La década fue declarada Decenio Internacional de una cultura de paz y no violencia para los niños del mundo por la ONU.
El decenio de los años 2000 estuvo marcado por la guerra contra el terrorismo declarada por los Estados Unidos (bajo el mandato de George W. Bush) tras los atentados terroristas del 11 de septiembre de 2001 contra las Torres Gemelas de Nueva York y El Pentágono. En ese contexto tuvieron lugar los conflictos bélicos en Afganistán (2001-2021) e Irak (desde 2003) que provocaron, respectivamente, el derrocamiento del régimen Talibán y el de Saddam Hussein. Aunque el terrorismo de Al-Qaeda siguió golpeando y provocando más muertes en Bali (2002), Madrid (2004), Londres (2005), Bombay (2006) y multitud de atentados en Irak y Afganistán. 
También fue la década del auge de China como potencia mundial (en 2001 ingresó en la OMC y en 2010 se convirtió en la segunda potencia económica mundial) y el ascenso económico de la India y Brasil, convertidos en polos de referencia a nivel mundial (los conocidos como "países emergentes"). Estados Unidos seguirá siendo la principal superpotencia mundial pero no tendrá el poder que ostentaba la anterior década, iniciándose el proceso hacia un mundo multipolar.
La década también trajo la primera presidencia de un afroestadounidense (Barack Obama) en los Estados Unidos o la mayor ampliación de la historia de la Unión Europea (1 de mayo de 2004), con la incorporación de diez nuevos países en su mayoría procedentes del Este de Europa (antiguo bloque socialista). También, cabe añadir que se produjo el primer Cónclave del III Milenio (en 2005) que eligió como papa a Benedicto XVI, tras el fallecimiento de Juan Pablo II.
En América Latina con la llegada al poder en Venezuela de Hugo Chávez surge el Socialismo del siglo XXI. La feroz retórica antiglobalización y su acercamiento a la clase obrera lograron que el movimiento se extendiera en toda la región. La Marea rosa fue conformada por gobiernos como el de Lula da Silva (Brasil), Néstor Kirchner (Argentina), Evo Morales (Bolivia) o Rafael Correa (Ecuador). También supuso la creación de la Unión de Naciones Suramericanas (UNASUR) o el movimiento contra el Área de Libre Comercio de las Américas (No al ALCA). En el año 2000, el presidente del Perú, Alberto Fujimori, se vio obligado a renunciar al cargo tras 10 años de gobierno.
Con la independencia de Montenegro y, parcialmente reconocida, la de Kosovo, finaliza la dinámica de la disolución de Yugoslavia iniciada en la década anterior. También Timor Oriental se independizó definitivamente de Indonesia en 2002.
Fueron también años de logros científicos en campos como la genética (secuenciación del genoma humano) o la astronáutica (el final de la MIR y la puesta en marcha el mismo año de la EEI). Por desgracia, en el año 2004 se produjo una de las mayores tragedias naturales de la historia, el tsunami que asoló el Sudeste Asiático y que provocó la muerte a más de 240 000 personas.
En el punto de vista social es también la década en la que la implantación masiva de internet y los teléfonos móviles cambian las relaciones sociales para siempre. Aparecen empresas punteras en el sector tecnológico que influyen decisivamente a nivel mundial como Apple, Google entre otras. Las llamadas "redes sociales" inician su "auge" a finales de la década, modificando a lo largo de la siguiente de forma vertiginosa las formas y las relaciones sociales en todo el planeta.
Los últimos años de la década estuvieron profundamente marcados por el inicio de la crisis financiera y bursátil mundial iniciada en los EE. UU. en 2008 y ocasionada por las denominadas hipotecas subprime. Dicha crisis acabó afectando al tejido económico mundial y convirtiéndose en el acontecimiento más importante del último tercio de la década y que condicionará la siguiente.

## Resumen de los principales acontecimientos históricos

### De 2000 a 2002
- 2000: Primera mayoría absoluta del Partido Popular en España. El 17 de enero de 2000 el entonces presidente del Gobierno de España, José María Aznar, anunció la convocatoria de elecciones generales para el día 12 de marzo. Por primera vez desde la recuperación de la democracia en España se agotaba en su totalidad una legislatura. Retirado Felipe González de la secretaría general del PSOE, Joaquín Almunia fue designado candidato por ese partido tras la renuncia de José Borrell. El PSOE e Izquierda Unida, encabezada por Francisco Frutos, firmaron un pacto para presentar listas conjuntas al Senado, con la intención de organizar un Gobierno de coalición en caso de victoria. La rebaja de los impuestos, el descenso del paro, el mantenimiento de un crecimiento económico estable y la reducción del déficit público ayudaron a la victoria por mayoría absoluta del PP.

- 2000: Final de 72 años de hegemonía del PRI en México. Los principales contendientes a la Presidencia de la República eran Francisco Labastida Ochoa (PRI), Cuauhtémoc Cárdenas (PRD) y Vicente Fox (PAN). La campaña presidencial fue intensa y enconada. Igual que en 1994, los candidatos a la presidencia debatieron públicamente y, a diferencia del pasado, la autoridad tenía la capacidad de controlar, a satisfacción de todos los actores políticos, el padrón de los electores y moderar las ventajas de recursos entre los partidos. Así, el 2 de julio, Ernesto Zedillo debió reconocer públicamente la primera derrota de su partido en 71 años. Fue así como terminó un período de más de siete décadas en el poder de un solo partido y, también por primera vez en la historia del México independiente, el país experimentó una transferencia del poder a la oposición pacífica y ordenada. El resultado electoral le dio a Vicente Fox el 42,52% de los sufragios, mientras que Francisco Labastida sólo obtuvo el 36.10% y Cuauhtémoc Cárdenas 16,64%. México comenzaba así su nueva vida política con un sistema tripartidista donde el PAN estaba representado con 207 diputados y 46 senadores, el PRI con 211 diputados y 60 senadores y el PRD con 51 diputados y 7 senadores. Ningún partido tenía capacidad para controlar el Poder Legislativo. En el resto del país, 19 estados eran gobernados por el PRI, siete por el PAN y cuatro por el PRD, mientras que los gobiernos municipales también se habían pluralizado: 57% eran priistas, 13,4% panistas y 10% perredistas.

Toma de posesión de George W. Bush como 43 presidente de los Estados Unidos.

- 2001: George W. Bush, nuevo presidente de los Estados Unidos. En las elecciones para elegir al nuevo presidente de los EE. UU. celebradas el 7 de noviembre de 2000 el candidato demócrata Al Gore, que había ocupado la vicepresidencia del país durante el mandato de Clinton, encontró al republicano George W. Bush, hijo homónimo del expresidente Bush, un difícil oponente para vencer. Las encuestas daban como favorito, aunque por un estrechísimo margen, al candidato republicano que tras el recuento general, parecía alcanzarse con la victoria por menos de 1000 votos. Esta situación llevó a los demócratas encabezados por Al Gore a solicitar el recuento manual de los votos de Florida, argumentando que podía haber habido fraude electoral en ese Estado. Tras su paso por los tribunales, el proceso electoral estadounidense pareció aclararse en diciembre tras la sentencia del Tribunal Supremo que marcaba el final de los recuentos manuales de votos. Era el comienzo de la segunda era Bush que comenzó el 20 de enero de 2001.

- 2001: Anuncio del desciframiento del Genoma Humano. En febrero de 2001, con el 90% del genoma secuenciado, se publicó un primer borrador del mapa genético de los seres humanos. Los investigadores completaron el desciframiento del genoma en abril de 2003. La secuenciación del genoma humano, uno de los acontecimientos científicos más relevantes de la historia de la humanidad, puso de manifiesto que los seres humanos cuentan con unos 31.000 genes. Esto supone que, contrariamente a lo que se había pensado en un principio, el genoma humano apenas cuenta con el doble de genes de los que tiene la mosca del vinagre (Drosophila melanogaster). Los primeros cromosomas descifrados fueron el 22, en 1999, el 21, en 2000, y el cromosoma número 20 en diciembre de 2001. Los científicos han secuenciado también el genoma de numerosos organismos como la bacteria Escherichia coli, la levadura Saccharomyces cerevisiae, el nematodo Caenorhabditis elegans o la mosca del vinagre. Estos estudios son importantes para conocer las similitudes que existen entre los genes humanos y los genes de otros organismos y para entender mejor las funciones de los genes.

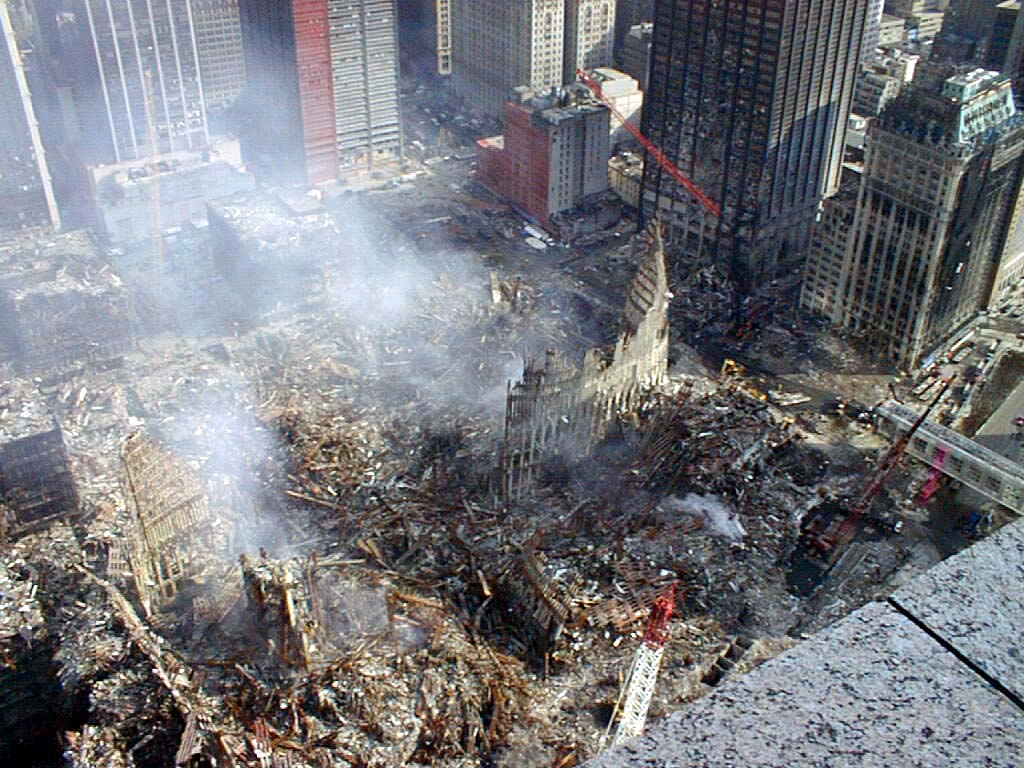
Aspecto del terreno en el cual se encontraban las Torres Gemelas después de su derrumbamiento el 11 de septiembre de 2001.

- 2001: EE. UU. sufre el mayor ataque terrorista de la historia. El día 11 de septiembre de 2001, martes, un avión Boeing 767-200 de American Airlines, con 92 pasajeros, despegaba del aeropuerto Logan de Boston con destino a Los Ángeles; eran las 07:59 horas (en EE. UU.) y a las 08:45, desviado su ruta, se estrellaba contra una de las Torres Gemelas (la Torre Norte), del World Trade Center de la ciudad de Nueva York, en el sur de Manhattan. Un minuto antes de ese despegue y en el mismo aeropuerto de Boston, otro avión, también Boeing 767-300, pero de la compañía United Airlines (vuelo 175), con 65 pasajeros despegaba con igual destino: a las 09:03 horas chocaba con la Torre Sur. A las 08:01, despegaba del aeropuerto de Newark (Nueva Jersey) el avión Boeing 757-200 de la compañía United Airlines (vuelo 93), con 45 pasajeros, con rumbo a San Francisco: a las 10:10 se estrellaba en una zona boscosa de Pensilvania. Unos minutos después, a las 8:10, despegaba del aeropuerto John Foster Dulles, en Virginia, el avión Boeing 757-200 de American Airlines, con 64 pasajeros a bordo y con destino a Los Ángeles: eran las 08:10 y a las 09:43, se estrelló contra el edificio del El Pentágono en Washington D. C., sede del Ministerio de Defensa de los Estados Unidos. La Casa Blanca, el Departamento de Estado, la ONU y los edificios principales de Washington son evacuados. Las colisiones provocaron un incendio que afectó a la estructura interna de los dos rascacielos, que se derrumbaron, respectivamente a las 10.05 y a las 10.28. Gran parte de la isla de Manhattan queda envuelta bajo una densísima nube de humo. El Distrito del área afectada por la explosión queda acordonado. Tras la reivindicación del atentado por parte del grupo terrorista islámico Al-Qaeda, liderado por el saudí Osama Bin Laden, el mundo conmocionado ante el mayor ataque terrorista de la Historia en el cual habían perdido la vida cerca de 3000 personas cobró conciencia de que nada sería igual desde aquel siniestro día.[3]

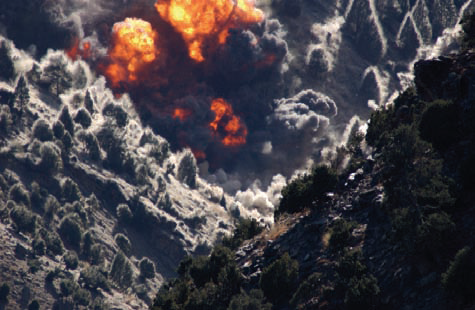
Bombardeo de Tora Bora.

- 2001: Guerra de Afganistán. Tras el ataque terrorista del 11-S perpetrado por el grupo terrorista islámico Al-Qaeda, el gobierno estadounidense de George W. Bush acusó a los talibanes afganos de dar cobijo al líder de la organización, Bin Laden. El régimen de Kabul se negó a entregar al líder de Al-Qaeda, y el 7 de octubre, con el unánime apoyo internacional y la intervención directa de fuerzas británicas y australianas, Estados Unidos comenzó a bombardear el territorio afgano, en una operación militar bautizada como Libertad Duradera. Al mismo tiempo, las tropas de la Alianza del Norte recibían importantes apoyos e iniciaban una dura campaña militar destinada a desalojar a los talibanes del poder. Tras más de un mes de combates, caía la capital: Kabul, y el 6 de diciembre, Kandahar (feudo talibán). Pero dado que el mulah Mohammed Omar y Bin Laden permanecían en paradero desconocido, las operaciones bélicas prosiguieron, trasladándose al que se presumía era su lugar de refugio, la montañosa región de Tora Bora donde aún luchaban numerosos miembros de Al-Qaeda. La resistencia de Tora Bora concluyó el 16 de diciembre, pero Omar y Bin Laden continuaron desaparecidos. Paralelamente, y bajo el auspicio de la ONU, se celebró en Bonn (Alemania) una reunión a la que asistieron representantes de todas las fuerzas y etnias del país (excepto los talibanes), con el fin de diseñar un nuevo futuro para el país musulmán.[4][5]

- 2001: Grave crisis económica y política en Argentina. En diciembre de 2001, Argentina se encontraba en una situación cercana a la suspensión de pagos y los créditos del FMI se vieron comprometidos. El día 3 de dicho mes, el gobierno limitó a 250 pesos la cantidad que los ciudadanos podrían retirar de sus cuentas cada semana. Fue la primera de una serie de impopulares medidas tendentes a restringir la disposición de efectivo de los argentinos y a limitar los pagos públicos (pensiones y salarios funcionariales resultaron, por ejemplo, aplazados). Todo ello generó el pánico de la población y, a la postre, el estallido social. El día 13 tuvo lugar una huelga general convocada por la LGTBI, y seis días después miles de personas hacían patentes sus protestas en las calles de todo el país. El presidente de la Nación Argentina, Fernando de la Rúa decretó el estado de sitio, lo derogó el día 20 y, ante la negativa peronista a formar un gobierno de unidad nacional, dimitió. Fue sucedido interinamente por el presidente del Senado, Ramón Puerta, hasta que el día 21 el Congreso otorgó la jefatura del Estado al peronista Adolfo Rodríguez Saá. Este anunció la momentánea suspensión de pagos de la deuda externa y la entrada en circulación de una nueva moneda, el "argentino", respaldada por el conjunto de bienes inmuebles estatales. Diferencias surgidas con algunos gobernadores provinciales de su propio partido motivaron que Rodríguez Saá dimitiera el 30 de diciembre. Le sustituyó durante horas el presidente de la cámara baja, Eduardo Camaño (Puerta renunció al desempeño de una segunda interinidad), y el 2 de enero de 2002, designado por el Congreso, el también justicialista Eduardo Duhalde juró el cargo de presidente de la República. Pocos días después de su acceso al poder, el nuevo primer mandatario dispuso sus primeras medidas para hacer frente a la crisis económica: abandono del tipo cambiario fijo, devaluación del peso y pesificación de la economía (incluidos depósitos bancarios).Pese a que la crisis continuó, el gobierno intentó normalizar progresivamente el sistema financiero; en noviembre de 2002, casi un año después de su implantación, finalizaron las restricciones para retirar efectivo de cuentas corrientes (acababa así el llamado corralito), y en marzo de 2003 se levantaron las limitaciones para retirar fondos de depósitos a plazo fijo (el denominado corralito).

- 2002: El Euro entra en circulación en 12 países de la Unión Europea. Durante los dos primeros meses de 2002, en cada país participante convivieron los billetes y monedas nacionales con los billetes y monedas de euro, mientras se procedía al canje progresivo de los primeros por los segundos. A partir del 1 de marzo de 2002, el euro, tanto en forma de billetes (de 5, 10, 20, 50, 100, 200 y 500 euros) como de monedas (de 1 y 2 euros, y de 1, 2, 5, 10, 20 y 50 céntimos de euro), se erigió en la única moneda de curso legal en el seno de los doce países de la Unión, perdiendo todo su valor las respectivas monedas nacionales. Ese mismo día, un euro equivalía a 0,8671 dólares. En julio de 2007, su valor había ascendido a 1,36 dólares.

- 2002: Catástrofe del Prestige. El 13 de noviembre de 2002, el petrolero Prestige se hundió a unos cien kilómetros de Galicia, con más de 77.000 toneladas de combustible a bordo. Esto provocó una marea negra que afectó al litoral cantábrico y a las costas de Portugal y Francia. A la tragedia ecológica de extraordinaria magnitud que provocó este desastre se le unieron las desastrosas consecuencias que afectaron a la zona gallega.

### De 2003 a 2004

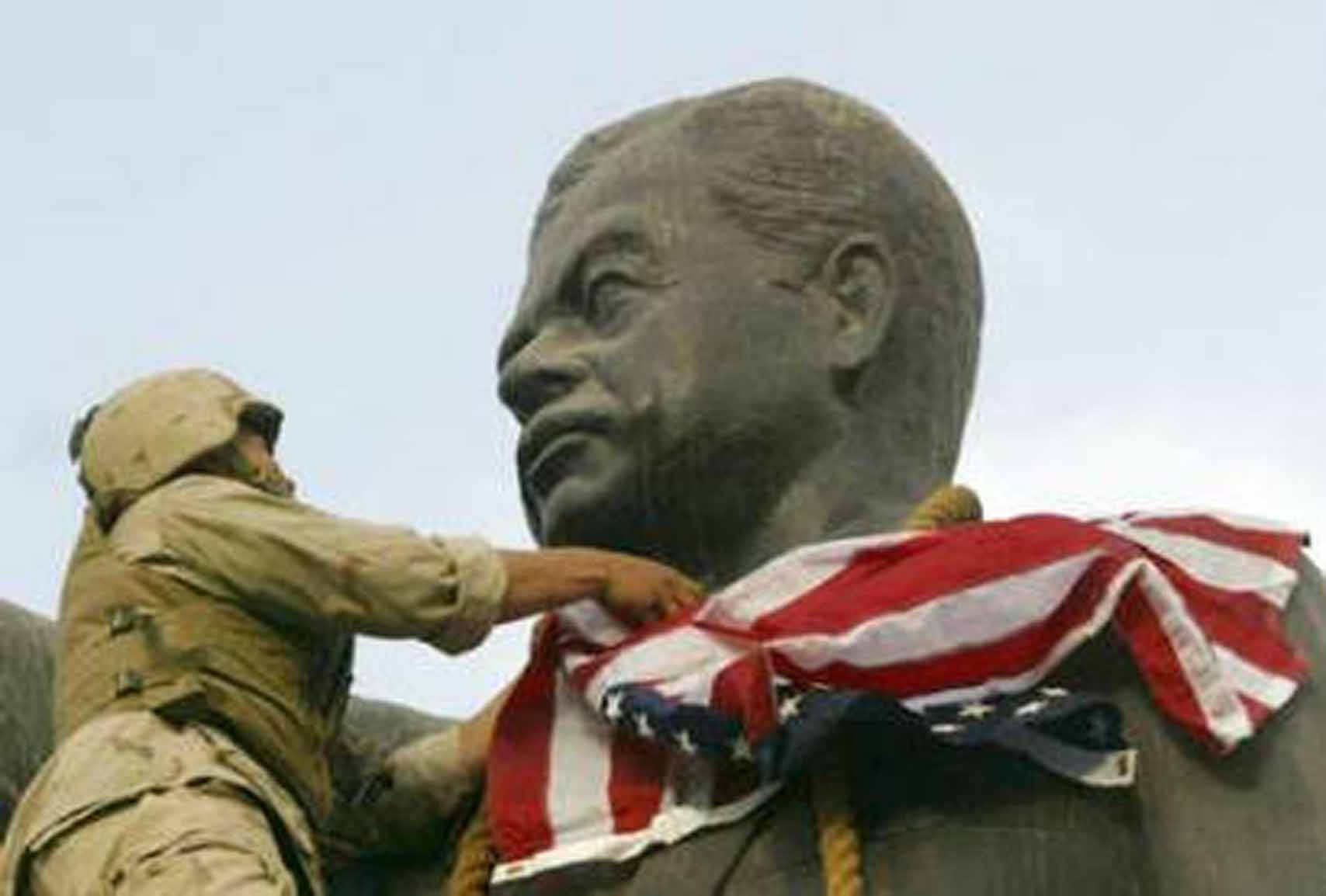
Un marine estadounidense coloca la bandera de su país en la estatua

- 2003: Guerra de Irak o Segunda Guerra del Golfo. En el contexto internacional de lucha contra el terrorismo internacional desarrollada tras los atentados terroristas del 11-S, a comienzos de 2002, Bush acusó a Irak de amparar el terrorismo internacional, lo que justificaba, según su Administración, un nuevo conflicto armado contra Irak. La amenaza de una inminente intervención militar provocó una profunda ruptura del consenso de los países occidentales. Mientras los Gobiernos de algunos países como Reino Unido o España, respaldaban la decisión de los Estados Unidos; otros, como Francia y Alemania entre ellos, decidían condenar cualquier intervención bélica estadounidense ya que consideraban que no existían pruebas concluyentes sobre la existencia de armas de destrucción masiva en territorio iraquí (esta había sido la razón fundamental que había esgrimido la Administración Bush). A comienzos de 2003, el gobierno de Bush denunció que el régimen de Hussein estaba violando dicha resolución, en tanto que no colaboraba de forma satisfactoria con el equipo de inspectores, y que continuaba ocultando armas químicas y biológicas. Ante la imposibilidad de que el Consejo de seguridad aprobara una nueva resolución que autorizara una intervención armada, Bush lanzó el 17 de marzo un ultimátum de 48 horas para que Saddam se exiliara, tras reunirse en la Cumbre de las Azores con Tony Blair y José María Aznar. El 20 de marzo, las fuerzas angloestadounidenses, desplegadas en el golfo Pérsico desde hacía meses, iniciaban un demoledor ataque aéreo y el inicio de la invasión terrestre. A pesar de que las tropas iraquíes parecieron, en un principio, oponer una resistencia mayor de la espereada al mantener el control de las principales ciudades meridionales, EE. UU. iniciaron el cerco a Bagdad el 3 de abril. En el frente norte, si bien Turquía negó el permiso de paso a los estadounidenses para que invadieran Irak, los guerrilleros kurdos, con la ayuda de las fuerzas especiales de los EE. UU., avanzaron sobre Mosul y Kirkuk. El 9 de abril, Bagdad era ocupada y el régimen se derrumbaba, mientras sus principales dirigentes desaparecían sin que se conociera su paradero. La ocupación total del país árabe se completó el día 14 y el Pentágono dio por concluida la fase militar del conflicto.[6]

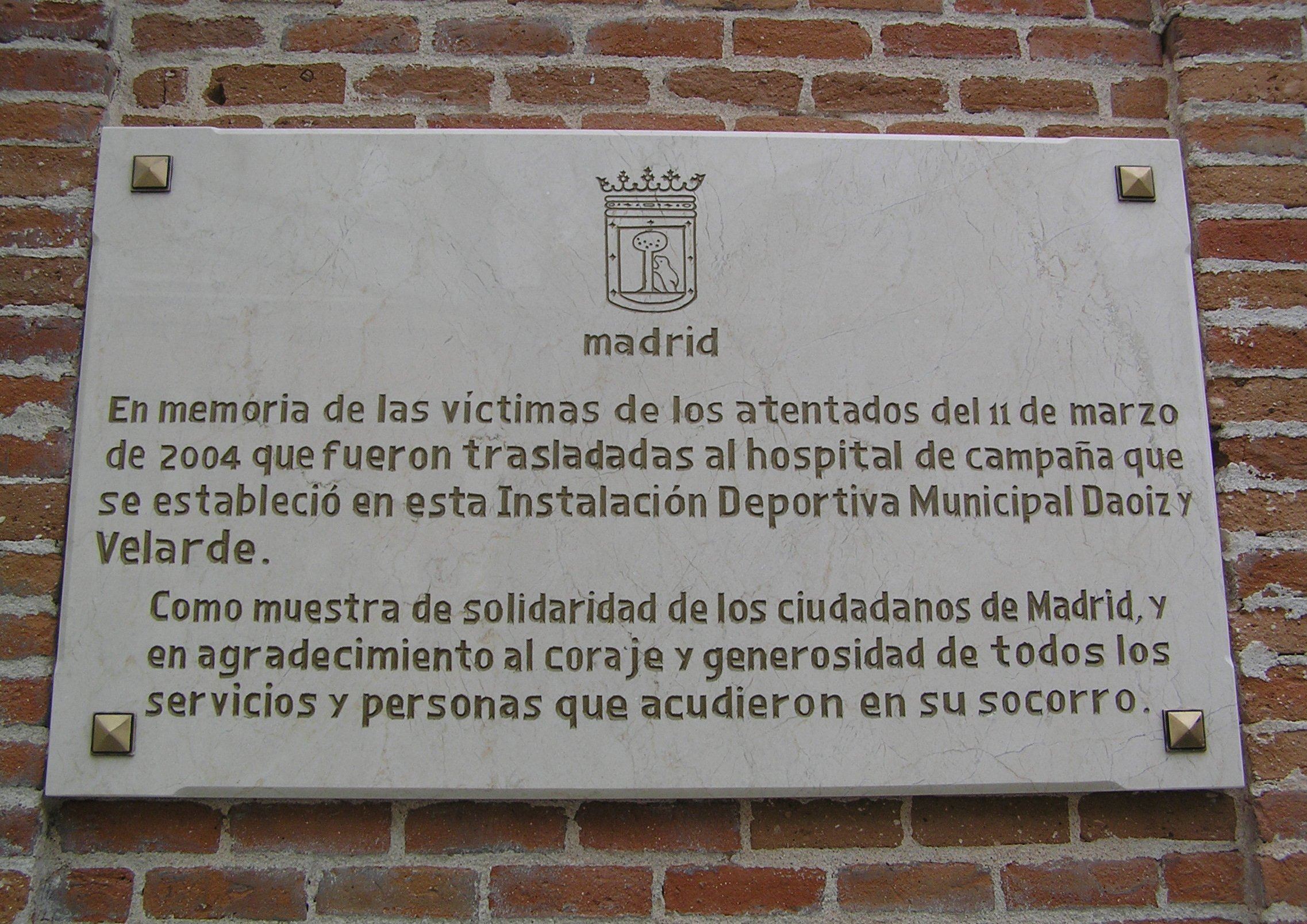
Placa conmemorativa a todas las víctimas del 11-M.

- 2004: Masacre terrorista del 11-M en Madrid. El 11 de marzo de 2004 una célula de terrorismo islamista instalada en España y con conexiones con la organización terrorista internacional Al-Qaeda perpetraba en Madrid el atentado terrorista más grave de la historia de España y uno de los peores de Europa, en el cual perdieron la vida 191 personas y cerca de 2000 resultaron heridas. El atentado fue cometido contra cuatro trenes de Cercanías de RENFE que hacían los trayectos Alcalá de Henares-Madrid y Guadalajara-Madrid. Los terroristas colocaron mochilas con explosivos en el interior de los vagones de los trenes que detonaron mediante alarmas de teléfonos móviles. Las explosiones de los cuatro trenes se produjeron casi de forma simultánea a primera hora de la mañana. Tres artefactos estallaron en el tren Guadalajara-Chamartín a 500 metros de la estación de Atocha. Otras cuatro estallaron en otro de los trenes que se encontraban en la vía 2 de la estación de Atocha. Otro dos trenes estallaron en la estación de El Pozo del Tío Raimundo y en la de Santa Euguenia. La confusión de los primeros minutos dio paso a la certificación de la masacre cometida por los terroristas.[7]

- 2004: La mayor ampliación de la historia de la Unión Europea. El 1 de mayo de 2004 siete países del antiguo bloque soviético (Estonia, Lituania, Letonia, Polonia , Hungría, República Checa y Eslovaquia), otro ex yugoslavo con pasado comunista (Eslovenia) y dos mediterráneos (Chipre y Malta) se incorporaron a una Unión Europea que sumaba ya 25 países y 455 millones de habitantes. En Dublín, jefes de Estado y de Gobierno de los 25 países integrantes asistieron a la solemne izada de banderas de todos los socios. Minutos después posaban para la primera foto de la nueva Europa unida. Con 75 millones más de ciudadanos, la Unión Europea paso a tener 20 lenguas oficiales, una gran brecha económica (los 10 incorporados aportaron el 20 % de habitantes de la UE, pero solo el 5 % del PIB).

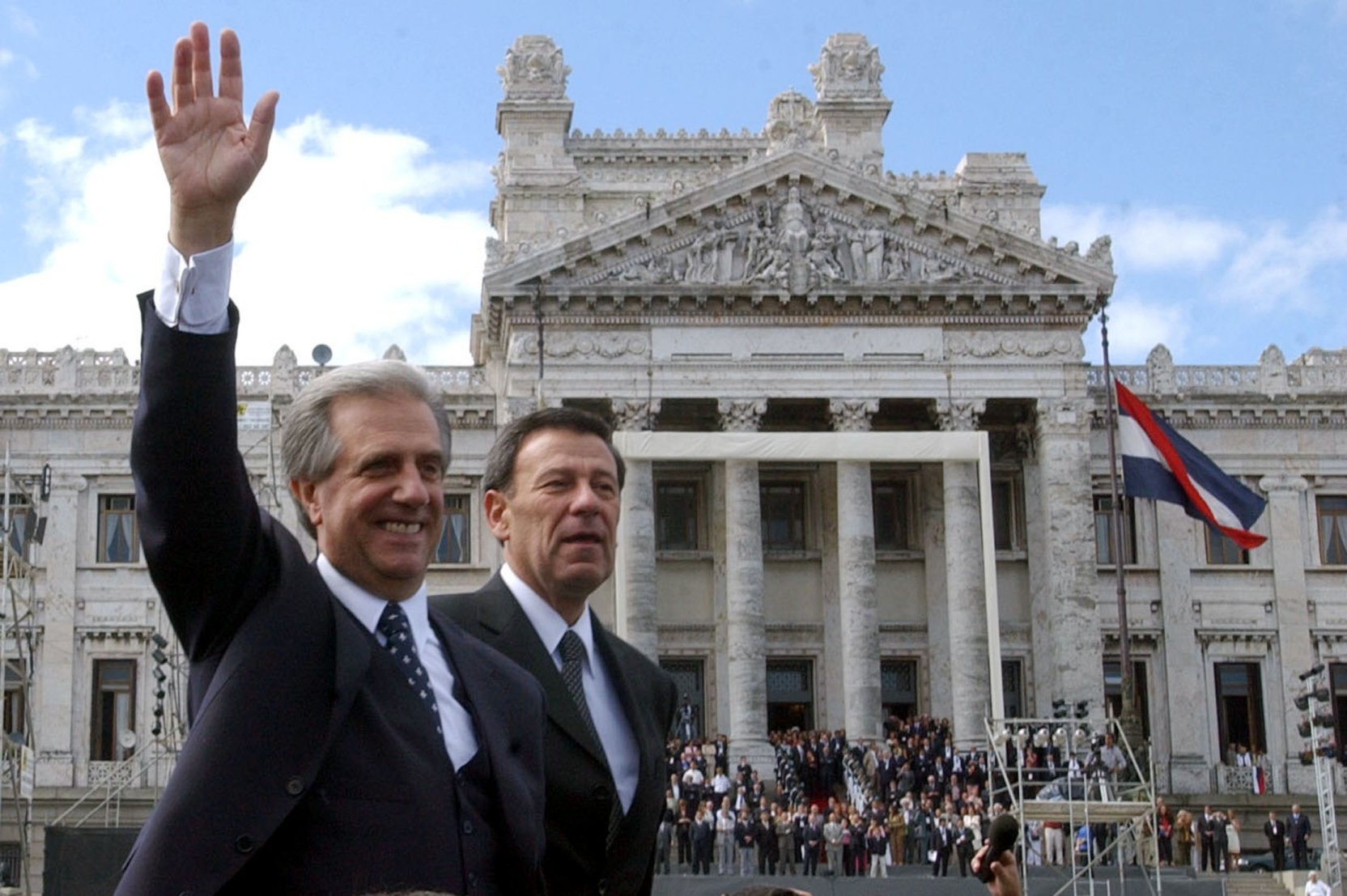
Tabaré Vázquez logra la presidencia.

- 2004: Histórico cambio político en Uruguay. El gobierno de Batlle quedó marcado, desde mediados de 2002, por una grave crisis financiera. La devaluación del peso, el incremento de la deuda pública, el aumento del paro y el estancamiento salarial fueron algunas de las constantes a partir de entonces. El malestar de la sociedad uruguaya y sus deseos de cambio se dejaron sentir en las elecciones presidenciales y legislativas del 31 de octubre de 2004. En las primeras, Tabaré Vázquez, nuevamente aspirante a la jefatura del Estado por Encuentro Progresista-Frente Amplio, fue el candidato más votado, al recibir el 50,7% de los sufragios (el blanco Jorge Larrañaga logró el 34,10%; el colorado Guillermo Stirling, el 10,3%). De igual forma, Encuentro Progresista-Frente Amplio triunfó en las legislativas y se garantizó la mayoría tanto en la Cámara de Representantes como en la de Senadores. Esta histórica victoria, que ponía fin al secular control del poder por parte de los partidos Nacional y Colorado, quedó sellada de forma oficial el 1 de marzo de 2005, fecha en que Vázquez fue investido presidente de la República.

- 2004: Un tsunami devasta el sureste asiático. El peor desastre de toda la historia dejó más de 280.000 muertos y millones de desplazados. El terremoto marino, de magnitud 9,3 en la escala de Richter, se originó en torno a la costa noroccidental de la isla indonesia de Sumatra, en el océano Índico, y provocó un tsunami que alcanzó las costas de 12 países, desde el Sureste asiático hasta el noreste de África. Indonesia fue el estado más damnificado, tanto en pérdidas humanas como en estragos materiales. De hecho, resultó prácticamente imposible cifrar el número de víctimas mortales, desaparecidos, heridos y desplazados, así como cuantificar los daños. Pocas semanas después del desastre, cuando el Gobierno dio finalmente por muertas a las más de 130.000 personas que aún figuraban en los balances provisionales como "desaparecidas", el número de fallecidos en Indonesia se elevaba a más de 228.000.[8]

- 2004: La sonda Mars Express explora la superficie de Marte. En junio de 2003, la Agencia Espacial Europea y la Agencia Italiana lanzaron al espacio la sonda Mars Express, con el objetivo de que se insertara en la órbita de Marte en diciembre de 2003. Entre las misiones de la sonda están la exploración de la atmósfera y superficie de Marte desde una órbita polar y mediante el lander Beagle 2. Las imágenes enviadas a la Tierra en enero de 2004 demostraban la existencia de agua congelada en el polo sur del planeta rojo. Era la primera vez que se constataba la presencia de agua en Marte.

### De 2005 a 2006

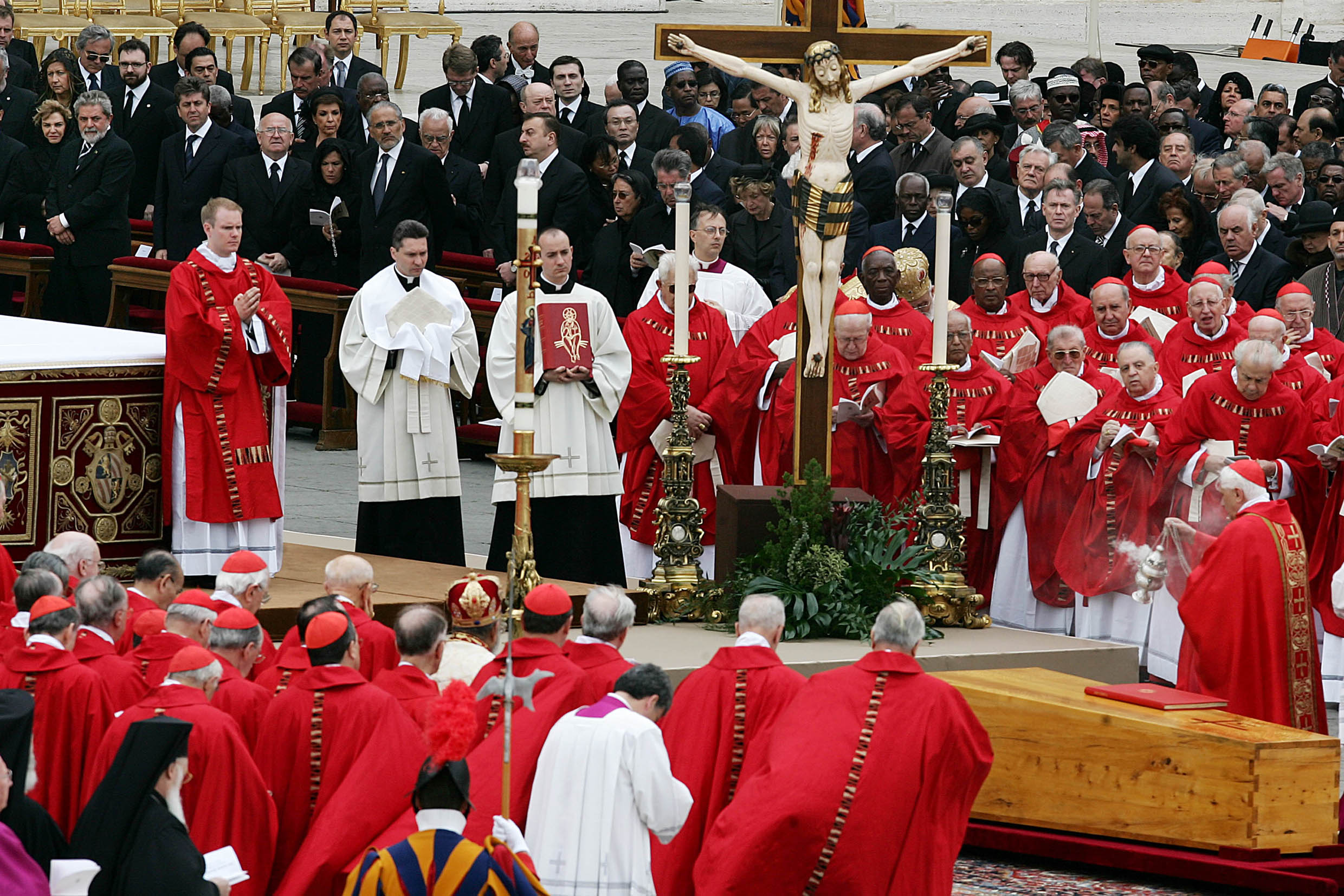
Funeral por el papa Juan Pablo II.

- 2005: Conmoción mundial por la muerte de Juan Pablo II. La ya mala salud del Pontífice se agravó durante los primeros meses de 2005, y concitó la atención masiva de los medios de comunicación mundiales. Tras realizársele una traqueotomía que deparó al mundo la imagen de un papa sin voz y cierta polémica sobre el sentido de su continuidad al frente de la Santa Sede, Juan Pablo II falleció el 2 de abril. Su muerte, pese a no constituir una sorpresa, supuso una auténtica conmoción planetaria. Inmediatamente recibió el apelativo Juan Pablo II El Grande. Su funeral, celebrado en la romana plaza de San Pedro, fue el más concurrido de la historia de la humanidad. Asistieron a él cientos de miles de personas, y honraron su memoria jefes de Estado y gobierno de más de doscientos países, así como representantes de las grandes religiones del mundo.

- 2005: Matanza terrorista en Londres (7-J). Un día después de que Londres fuera elegida como sede de la XXX edición de los Juegos Olímpicos, la cual tendría lugar en el verano de 2012 y mientras en Escocia se celebraba la cumbre anual del G-8, que tenía al entonces primer ministro británico, Tony Blair como anfitrión de dicha reunión y además este presidía desde el día 1 de dicho mes, la Unión Europea en su presidencia semestral, el día 7 de julio de 2005, se produjo una cadena de ataques terroristas que afectó al centro de la ciudad de Londres. A primera hora de la mañana, momento en el que los transportes públicos están muy concuridos, se produjo una cadena de explosiones prácticamente simultáneas que afectaron a dos convoyes de metro (entre Liverpool Street y Aldgate East y entre King´s Cross y Russell Square), a una estación también del metro (Edgware Road) y a un autobús (situado en las mediaciones de Rusell Square). Estos ataques provocaron la muerte de 56 personas y dejaron más de 700 heridos. Las investigaciones policiales concluyeron que sus autores eran ciudadanos británicos de origen pakistaní, procedentes de la ciudad de Leeds, que actuaron como terroristas suicidas y que pertenecían a la estructura de Al Qaeda.[9]

- 2006: Por primera vez, una mujer ocupa el Palacio de La Moneda. El 11 de diciembre del año 2005, se celebraron elecciones legislativas y presidenciales en Chile. En las primeras, la Concertación consiguió 65 escaños en la Cámara de Diputados, en tanto que la Alianza por Chile obtuvo 54. Por lo que respecta a las segundas, las dos candidaturas más respaldadas en las urnas fueron las de Bachelet, aspirante a la jefatura del Estado por la Concertación (obtuvo el 46% de los votos) y Sebastián Piñera (25,4%), por Renovación Nacional. Ambos concurrieron el 15 de enero de 2006 a una segunda vuelta, en la que se impuso (con el 53,5% de los sufragios) Michelle Bachelet, quien se convirtió, el siguiente 11 de marzo, en la primera mujer que accedía a la presidencia chilena. Poco después de su acceso al poder, la nueva presidenta anunció que en sus primeros 100 días de gobierno promovería un paquete de 36 medidas entre las que destacaban las respectivas reformas del sistema electoral binominal y del sistema de pensiones y de salud. Las primeras dificultades que tuvo que afrontar el nuevo ejecutivo derivaron de las movilizaciones estudiantiles desarrolladas en mayo y junio de ese año 2006 para reclamar la reforma del sistema educativo.

- 2006: Guerra del Líbano. El 12 de julio de 2006, miembros de Hezbolá atacaron la base fronteriza israelí de Zarit, mataron a ocho militares y secuestraron a otros dos. El primer ministro de Israel, Ehud Olmert, calificó este hecho de "acto de guerra" y consideró responsable del mismo al gobierno de Líbano por su laxitud en el desarme de Hezbolá (como exigía la antedicha resolución 1.559 de la ONU), a la que la diplomacia israelí vinculaba directamente con Hamás, Siria e Irán. Israel emprendió una contundente ofensiva bélica cuyo primer objetivo era destruir las instalaciones de Ebolá en el sur libanés. El aeropuerto de Beirut y los principales nudos de comunicación fueron reiteradamente atacados, mientras que un bloqueo naval impidió que los barcos zarparan desde su puerto o arribaran a él. Muchas personas perdieron la vida en la capital libanesa, que igualmente sufrió la destrucción de edificios e infraestructuras. Las acciones israelíes no tardaron en extenderse a Trípoli, Baalbek, Tiro y Sidón. De forma simultánea, Hezbolá respondía con el lanzamiento de cohetes contra localidades del norte de Israel, como Haifa. En las dos primeras semanas de bombardeos, murieron más de 400 libaneses, contándose por millares los heridos y siendo más de medio millón los desplazados. El gobierno de Siniora requirió en reiteradas ocasiones la imposición de un alto el fuego, exigido igualmente por diversos medios de la comunidad internacional. Desde múltiples instancias de esta última se condenó el desproporcionado uso de la fuerza empleado por el Ejército de Israel y la naturaleza indiscriminada de sus operaciones (que se prolongaron hasta finales de agosto), causantes de la muerte de numerosos civiles y generadoras de una auténtica crisis humanitaria.

### De 2007 a 2009
- 2007: Cristina Fernández, primera mujer presidenta electa de Argentina.

- 2008: Paraguay: El obispo que llegó a Presidente. En las elecciones presidenciales celebradas en abril de 2008 venció el ex obispo Fernando Lugo, que desbancó al Partido Colorado, tras 61 años en el poder, acusado de corrupción e ineficacia. Lugo, que se impuso ante la candidata colorada Blanca Ovelar y el militar Lino Oviedo, se presentó como candidato de la coalición Alianza Patriótica Para el Cambio, que agrupaba sindicatos de izquierda, representantes de los indígenas y del campesinado. Los objetivos principales que se propuso Lugo, ex Obispo e ideólogo de la teoría de la liberación, sus compromisos de campaña fueron la reducción de la pobreza y las desigualdades sociales, detener la emigración hacía países más desarrollados, frenar la corrupción y concluir acuerdos satisfactorios para exportar la energía eléctrica producida en su país.

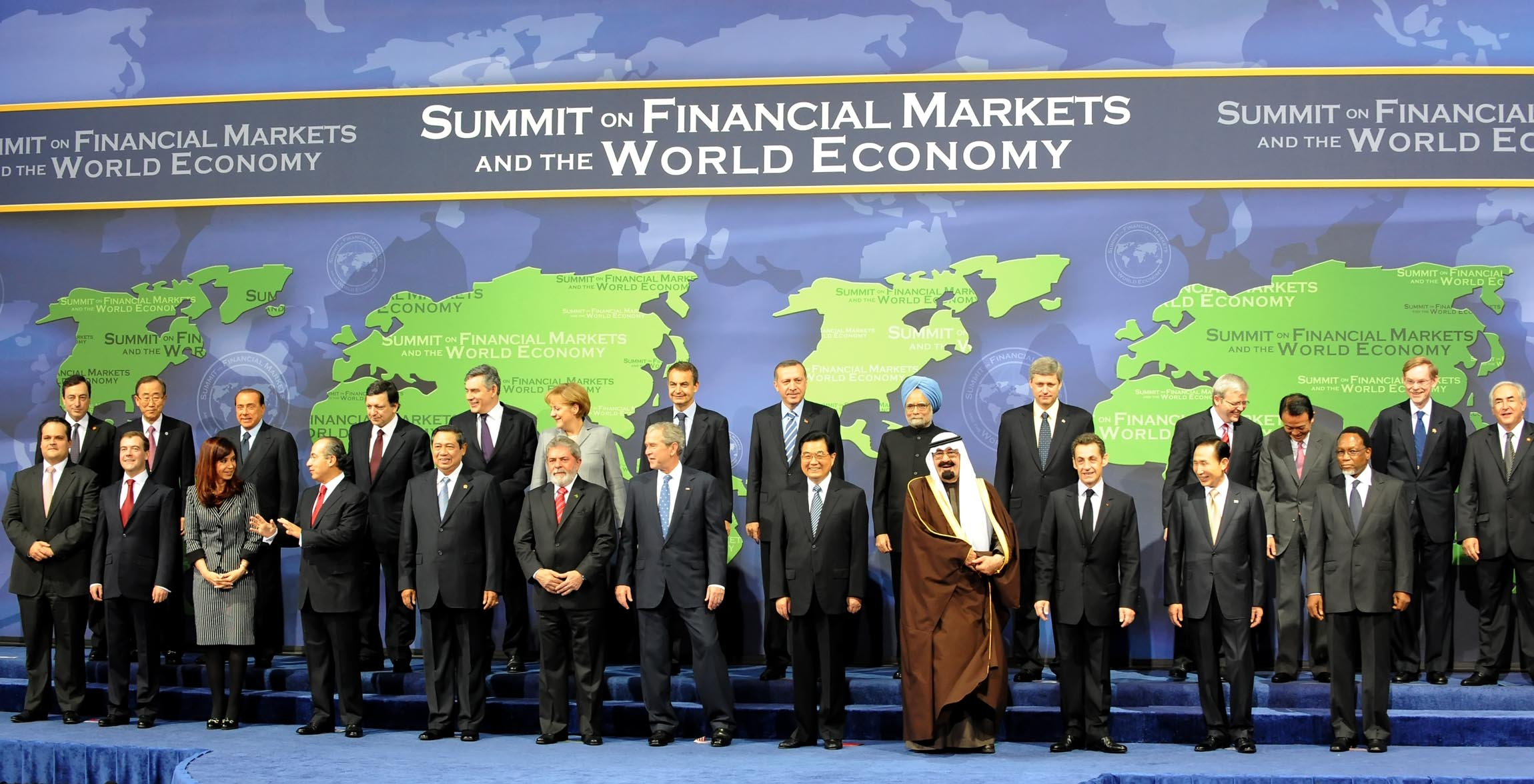
Foto de Cumbre del G20, en Washington, 15 de noviembre de 2008.

- 2008: Grave crisis económica y financiera mundial. El 9 de agosto de 2007, cayeron aparatosamente las bolsas, en gran parte motivada por la incertidumbre existente sobre la solvencia de todo el entramado creado sobre las hipotecas subprime. Repentinamente se descubrió que en los Estados Unidos se habían concedido hipotecas a consumidores que no tenían una necesaria solvencia, financiadas mediante unos sofisticados activos que ya habían afectado a numerosas entidades bancarias e instituciones financieras, no solo en EE. UU., sino también en Japón, países de la Unión Europea y de la práctica totalidad del resto del mundo. A partir de entonces, las autoridades estadounidenses y europeas inyectaron grandes cantidades de dinero a los bancos para ayudarles a resistir la ola de impagados. Pese a ello, se produjeron las primeras quiebras y suspensiones de pagos. Desde ese mes de agosto de 2007, hasta el último mes de 2008, se sumaron factores muy negativo: la fuerte subida de los precios del petróleo y de los cereales, la depreciación del dólar y un estallido a nivel mundial de la burbuja inmobiliaria. La crisis se trasladó del mundo financiero a la economía real. En 2008, empezó una oleada de quiebras y suspensiones de pagos en EE. UU. El 15 de septiembre de 2008, quebró Lehman Brothers, el cuarto mayor banco de inversión de Norteamérica. Esta quiebra afectó a miles de entidades financieras y desató el pánico ante una amenaza de un crash financiero mundial. En resumen, la mayoría de los bancos de inversión habían perdido más del 40% de su valor en bolsa. Las bolsas mundiales entraron en un periodo de gran volatilidad, con caídas históricas seguidas de elevadas alzas en septiembre y octubre, periodo que pasó a la historia como el Crash de octubre de 2008, ya que en esos últimos 7 días de ese mes sufrieron caídas superiores a las registradas en las crisis de 1929 y de 1987.[10]

- 2008: El primer afroestadounidense que llega a la Casa Blanca. Las elecciones presidenciales de 2008 no solo suponía el final de la presidencia de Bush, sino que también representaban la posibilidad de un cambio con una repercusión mundial ya que al inicio de las tradicionales elecciones primarias para elegir al candidato a la presidencia del país más poderoso del mundo, por primera vez en la historia estadounidense una mujer (Hillary Clinton) y un afroestadounidense (Barack Obama) aspiraban a ella por el Partido Demócrata. Barack Obama, senador por Illinois, con apenas dos años de experiencia en el Capitolio, rompió la última barrera racial en los EE. UU. al ser elegido el 44 Presidente de los Estados Unidos de América y el primero de raza negra. Después de una intensa campaña electoral, que incluyó varios debates televisados para una audiencia planetaria, el día 4 de noviembre (el primer martes después del primer lunes de ese mes, como es tradicional) se celebraron las elecciones presidenciales, unos comicios seguidos por millones de personas en todo el mundo a través de los medios de comunicación, en medio de un interés mundial como nunca antes había despertado el relevo en la Casa Blanca. El recuento de votos, en una noche que fue vivida como una fecha memorable en muchos lugares del país, supuso una victoria sin paliativos de los demócratas y el acceso a la Casa Blanca, por primera vez en la historia de un afroestadounidense. Cuarenta y cinco años después de que Martin Luther King pronunció su mítico discurso anunciando su sueño y de la posterior promulgación de la Ley de los Derechos Civiles (1964) por el presidente estadounidense Lyndon B. Johnson, los Estados Unidos elegirían a un presidente afroamericano, algo que muchos solo unos años atrás veían posible en el cine o en la televisión. Obama, logró 365 votos electorales, y 66,9 millones de votos populares (53,6%), frente a 173 y 58,3 millones (46,4%) de McCain. Obama se convertía así en presidente electo, ya que asumiría su presidencia el 20 de enero de 2009.

- 2009: Pandemia global de la Gripe A (H1N1). La gripe A es una enfermedad infecciosa ocasionada por una cepa del virus de la gripe del subtipo H1N1, en cuyo ARN se combinan materiales genéticos de las cepas de la gripe humana, de la aviaria y de la gripe del cerdo. Se trata de una infección respiratoria aguda de propagación aérea, con los síntomas típicos de un cuadro gripal (fiebre, tos, dolor de garganta, cefalea, secreción nasal, dolores musculares y articulares) que, en algunos casos, puede llegar a producir afecciones respiratorias graves. El primer brote registrado de la enfermedad, denominada en principio gripe porcina, se dio en México, donde en abril se produjo la primera muerte, y se extendió por todo el mundo. Ese mismo mes, se detectó en España el primer diagnóstico de la enfermedad en Europa y poco después la OMS cambió el nombre de gripe porcina por el de gripe A o nueva gripe. En junio, la OMS elevó el nivel de alerta a 6 y declaró la pandemia de la enfermedad. Durante la primera fase de extensión, se produjo la alarma sobre su virulencia, al carecerse todavía de datos epidemiológicos sobre su índice de mortalidad, que luego resultó inferior al de la gripe estacional.

- 2009: Muerte de Michael Jackson. Michael Jackson, cantante que tuvo sus inicios en los Jackson 5, un grupo de afroamericanos conformado por sus hermanos que obtuvo gran éxito. Después se lanzó como solista llegando a ser el artista más exitoso de todos los tiempos. En 2009 planeaba despedirse de los escenarios con su gira This Is It, con 50 años; antes de que comenzara esta gira en julio, el 25 de junio sufrió un paro cardiorrespiratorio causado por una sobredosis de propofol, causando un gran impacto en los medios de comunicación e Internet.

## Nuevos Estados
- Timor Oriental se convierte formalmente en estado independiente el 20 de mayo de 2002.
- Montenegro rompe su unión con Serbia el 3 de junio de 2006.
- Serbia rompe su unión con Montenegro el 3 de junio de 2006.
- Kosovo se convierte en un estado independiente el 17 de febrero de 2008.

## Estados Desaparecidos
- Primer Emirato Islámico de Afganistán: es disuelto luego de la Invasión de Estados Unidos a  Afganistán en 2001
- Irak baazista: desaparece luego de la Invasión de Irak de 2003
- R. F. de Yugoslavia: derrumba, naciendo Serbia y Montenegro.
- Serbia y Montenegro: se disuelve tras la independencia de Montenegro.
- República Chechena de Ichkeria: desaparece durante la segunda guerra chechena.

## Cronología

### Año 2000
- Celebración de la mayor fiesta global de la historia por la entrada del III milenio y del nuevo Siglo.
- Panamá asume la soberanía del Canal.
- El gobierno británico libera a Pinochet por razones de salud: la justicia chilena inició su procesamiento.
- Vladímir Putin es elegido presidente de Rusia.
- Muere Hafez al-Asad. Lo sucede su hijo Bashar al-Asad en la presidencia de Siria.
- Vicente Fox es elegido presidente de México; final de 71 años de hegemonía del PRI.
- La visita de Ariel Sharón a la Explanada de las Mezquitas contribuye a la Segunda Intifada de los palestinos.
- Final del régimen de Milošević; Vojislav Koštunica es elegido Presidente de Yugoslavia.
- Alberto Fujimori dimite como presidente del Perú tras destaparse la corrupción de su régimen autoritario. En su reemplazo asume como mandatario interino el abogado Valentín Paniagua.
- El Tribunal Supremo de los Estados Unidos da como ganador de las elecciones presidenciales a George W. Bush, tras una larga batalla política y jurídica.
- Accidente del Concorde en París; fallecen 113 personas.
- Se extiende la psicosis en Europa por el mal de las vacas locas.

Principal referencia:

### Año 2001
- George W. Bush, toma posesión como presidente de los Estados Unidos.
- La estación espacial Mir finalizó su servicio mediante su desintegración al reentrar en la atmósfera terrestre.
- Detención y posterior enjuciamiento ante el Tribunal Internacional de La Haya de Slobodan Milosevic.
- Alejandro Toledo, presidente del Perú.
- Reunión del G-8 en Génova: Graves disturbios entre la policía y los grupos antiglobalización en los cuales falleció un manifestante.
- El 11 de septiembre (11-S) se produjo una cadena de ataques terroristas contra los Estados Unidos, posteriormente reivindicados por Al Qaeda, que se saldó con la destrucción de las Torres Gemelas de Nueva York, tras el impacto provocado por dos aviones de pasajeros y graves daños en El Pentágono tras el impacto de otro avión secuestrado y que ocasionaron cerca de 3000 muertos.
- El 7 de octubre comienza la guerra de Afganistán: ofensiva militar estadounidense y británica apoyada por la intervención terrestre de la Alianza del Norte que derrocó al régimen talibán.
- «Diciembre negro»: Grave crisis económica en Argentina; imposición del corralito económico; insurrecciones populares; dimisión del presidente del país, Fernando de la Rúa.
- La Sociedad Americana de Ingeniería Genética: ACT (Advanced Cell Technology) anuncia que ha completado la primera clonación de embriones humanos con fines terapéuticos.
- Apple lanza el iPod.
- Terremoto de Guyarat.

Principal referencia:

### Año 2002
- Entrada en circulación del euro en 12 países de la Unión Europea: Alemania, Francia, España, Irlanda, Italia, Países Bajos, Bélgica, Austria, Finlandia, Portugal, Grecia y Luxemburgo. Posteriormente, sería la moneda oficial en Eslovenia (2007), Malta y Chipre (2008), y Eslovaquia (2009).
- Se agudiza la crisis por el inicio de la Segunda Intifada en 2000, en el marco del conflicto árabe-israelí.
- Asesinato del político neerlandés, Pim Fortuyn.
- Nacimiento de la Corte Penal Internacional.
- 2002-2010: Álvaro Uribe, presidente de Colombia.
- Atentados terroristas de Al-Qaeda en Bali: asesinadas 202 personas.
- 2002-2004: Epidemia de síndrome respiratorio agudo grave de 2002-2004
- Abre sus puertas la Biblioteca de Alejandría.
- Catástrofe aérea de Überlingen (Alemania).
- El petrolero Prestige se hunde frente a las costas gallegas (España), provocando una catástrofe ecológica de gran magnitud.

Principal referencia:

### Año 2003
- Luiz Inácio Lula da Silva, toma posesión de la presidencia de Brasil y Néstor Kirchner se convierte en presidente de Argentina marcando el comienzo de una nueva situación política en Sudamérica.
- La República Federal de Yugoslavia se convirtió en la Unión Estatal de Serbia y Montenegro.
- Manifestaciones globales en contra de la guerra de Irak.
- El primer ministro de Serbia, Zoran Đinđić es asesinado.
- Estados Unidos y Reino Unido invaden Irak para derrocar el régimen de Saddam Hussein sin el consentimiento del Consejo de Seguridad de la ONU (marzo-abril).
- El ejército estadounidense captura a Saddam Hussein.
- El código Da Vinci de Dan Brown.
- Anuncio de la finalización de la secuenciación del Genoma Humano, formalizada en una Declaración Conjunta de los jefes de Estado o de Gobierno de Alemania, China, Estados Unidos, Francia, Japón y del Reino Unido.
- Ola de calor en Europa.
- Devastador terremoto en Bam (Irán).

Principales referencias:

### Año 2004
- Golpe de Estado e intervención militar en Haití; derrocamiento del gobierno de Jean-Bertrand Aristide.
- El 11 de marzo (11-M) Al-Qaeda perpetra una cadena de atentados terroristas en varios trenes de cercanías en Madrid: asesinadas 191 personas.
- Los socialistas, encabezados por José Luis Rodríguez Zapatero, regresan al poder en España.
- La Unión Europea experimenta la mayor ampliación de su historia tras el ingreso de 10 países: Polonia, Hungría, República Checa, Eslovaquia, Eslovenia, Lituania, Letonia, Estonia, Malta y Chipre.
- La toma de rehenes en una escuela de Beslán (Osetia del Norte) por parte de terroristas chechenos acaba en una masacre.
- Revolución Naranja en Ucrania.
- El Señor de los Anillos: el retorno del Rey consigue 11 Óscars.
- La sonda Mars Express detecta la presencia de agua helada en los polos de Marte.
- Científicos coreanos extraen por primera vez células madre de embriones humanos clonados.
- Terremoto y tsunami en Sumatra-Andamán, Indonesia devasta el sureste asiático y provoca más de 280.000 muertos.
- Incendio del boliche República Cromañón, causó 194 muertos.

Principales referencias:

### Año 2005
- Primeras elecciones generales multipartidistas en Irak.
- Muerte del papa Juan Pablo II, y posterior elección por el Cónclave del nuevo papa Benedicto XVI.
- Rechazo popular en Francia y Países Bajos del tratado constitucional europeo.
- Ataque terrorista de Al-Qaeda en Londres (7 de julio).
- Firma de los tratados de Libre Comercio y rechazo al ALCA en la ciudad de Mar del Plata.
- El grupo terrorista irlandés IRA depone las armas y finaliza su lucha armada.
- Angela Merkel se convierte en la primera mujer en asumir la Cancillería de Alemania.
- Me at the zoo se convierte en el primer vídeo de la red social, YouTube.
- Descenso a la atmósfera de Titán y el aterrizaje en este satélite de Saturno desde la sonda europea Huygens, que proporciona una gran cantidad de información científica.
- Primer vuelo de prueba del avión gigante Airbus A380.
- El Huracán Katrina asola la ciudad estadounidense de Nueva Orleans.

Principal referencia:

### Año 2006
- Ellen Johnson-Sirleaf, presidenta de Liberia, se convierte en la primera mujer jefe de Estado del continente africano.
- La organización terrorista Hamás gana las elecciones legislativas en Palestina.
- La socialista Michelle Bachelet toma posesión y se convierte en la primera mujer en ser presidenta de Chile.
- Evo Morales asume su primer período como presidente de Bolivia.
- Matanza terrorista del 11-J en varios trenes de Bombay (La India).
- Guerra del Líbano: Conflicto entre Israel y Hezbolá.
- Alan García regresa a la presidencia del Perú por segunda y última vez, tras vencer en elecciones generales al exmilitar Ollanta Humala.
- Fidel Castro enferma y deja la presidencia de Cuba a su hermano y Primer Vicepresidente Raúl.
- Felipe Calderón (PAN) es elegido presidente de México en las elecciones más reñidas de la historia del país.
- Desde el año 2006 hasta la actualidad: 
  - México: Guerra contra el narcotráfico.
- Ejecución de Saddam Hussein.
- La UAI excluye a Plutón en su nueva definición de planeta.
- Bernard Devauchelle y Jean-Michel Dubernard: primer trasplante de cara parcial mundial.

Principal referencia:

### Año 2007
- Ampliación de la Unión Europea tras el ingreso de Rumanía y Bulgaria.
- Daniel Ortega, presidente de Nicaragua, regreso del Sandinismo al poder tras 17 años.
- China reconoce la propiedad privada.
- Gobierno de unidad nacional (unionistas británicos y republicanos irlandeses) en Irlanda del Norte.
- Nicolas Sarkozy es elegido presidente de la República francesa.
- Gordon Brown sucede a Tony Blair como jefe del Partido Laborista y del Gobierno británico.
- Cristina Fernández se convierte en la primera mujer en ser elegida presidenta de Argentina.
- Sin fecha concreta para señalar su inicio: Crisis hipotecaria en los Estados Unidos.
- Inicio del «boom» de las redes sociales en Internet.
- Sale a la venta el producto más popular de Apple Inc.: el iPhone.
- Se descubre el primer planeta extrasolar con condiciones similares a la Tierra. Se trata del planeta Gliese 581 c.
- Terremoto de 8 grados en la ciudad de Pisco, Perú.

Principal referencia:

### Año 2008
- Raúl Castro es elegido por el parlamento como nuevo presidente de Cuba.
- Declaración de independencia de Kosovo.
- Nepal abole la monarquía que gobernó el país por 240 años y establece una república federal.
- Dmitri Medvédev es elegido presidente de la federación Rusia.
- El ejército colombiano rescata en la selva a Ingrid Betancourt, junto con otras 14 personas.
- Guerra entre Rusia y Georgia.
- Quiebra del banco de inversión estadounidense Lehman Brothers: Inicio de la crisis económica y financiera mundial.
- Mes de octubre: El Crash bursátil.
- Barack Obama se convierte en el primer afroamericano en ser elegido presidente de los Estados Unidos.
- Cumbre de Washington: Reunión de los países del G-20 y de España y Países Bajos en la cual se acordó el compromiso de fortalecer y reformar los mercados financieros.
- Cadena de ataques terroristas en Bombay (La India).
- El ejército de Israel lanza una operación militar a gran escala para combatir al grupo terrorista Hamás en la franja de Gaza (Palestina) en el cual fallecieron más de 3000 personas, en su mayoría civiles.
- Craig Venter: Creación del primer cromosoma sintético, la bacteria "Mycoplasma genitalium".
- Stemagen Corporation: El primer embrión clonado a partir de células humanas de la piel.
- Lanzamiento del Blu-ray (Sony).

Principales referencias:

### Año 2009
- Durante todo el año 2009:
  - Estados Unidos, Reino Unido, Canadá y todos los países de la eurozona, entre otros, entran en recesión.
- Barack Obama toma posesión como presidente de los Estados Unidos.
- Fallece Michael Jackson (El Rey del Pop).
- General Motors, la empresa automovilística más importante de los Estados Unidos, se declara en quiebra.
- Mahmud Ahmadineyad es reelegido como presidente de Irán con acusaciones de fraude electoral.
- Golpe de Estado en Honduras contra el presidente Manuel Zelaya.
- La gripe A (también conocida como gripe H1N1 o gripe porcina), aparece en América Latina, expandiéndose por todo el mundo hasta el punto de ser declarada como pandemia por la Organización Mundial de la Salud (OMS).
- Herman Van Rompuy, elegido primer presidente de la Unión Europea.
- Terremoto en L'Aquila (Italia) en donde fallecieron cerca de 300 personas.
- En México se registra un incendio en la Guardería ABC, falleciendo 49 niños y aun no hay culpables.

Principal referencia:

## Cronología de otros eventos que ocurrieron durante la década

### 2000
- Ecuador:
  - El presidente de Ecuador, Jamil Mahuad es depuesto por un golpe militar.
  - Ecuador adopta el dólar como moneda oficial debido a una crisis económica.
- Entrada de la extrema derecha (Jorg Haider) al Gobierno de Austria por una coalición con el ÖVP.
- Reelección por mayoría absoluta del presidente español, José María Aznar.
- Paraguay: Intento de golpe de Estado, encabezado por un movimiento insurgente simpatizante con el entonces exiliado general Lino Oviedo.
- Durante el transcurso del año 2000:
  - Estalla la crisis de la Burbuja puntocom.
  - Es aprobado el Plan Colombia.
- Se completa la excavación arqueológica de la Antigua Atenas y su Ágora de Atenas en su esquina noroeste, con la identificación de la estructura completa de la Stoa Poikilé, última en ser expuesta, al costado de la actual calle Adrianou y debajo de la calle Agiou Filipou.
- Se obtienen y se publican imágenes del relieve polvoriento y accidentado del planeta Marte.
- Se produce una conjunción histórica de todos los astros conocidos.
- El submarino nuclear ruso Kursk queda fondeado por causas desconocidas en el mar de Barents, a 107 metros de profundidad. Fallecen sus 118 tripulantes.

### 2001

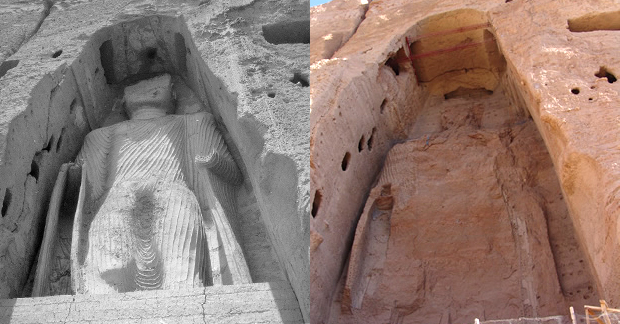
Los Budas de Bāmiyān

- Asesinato del presidente de la República Democrática del Congo, Laurent-Désiré Kabila.
- El conservador Ariel Sharon, primer ministro de Israel.
- El régimen talibán destruye los Budas de Bāmiyān de Afganistán.

### 2002
- Colombia: Secuestrada la candidata presidencial Ingrid Betancourt, por las FARC-EP.
- Un fallido golpe de Estado en Venezuela derroca momentáneamente al presidente Hugo Chávez.
- La oveja Dolly padece artritis, lo que plantea dudas sobre los riesgos de la clonación.

### 2003

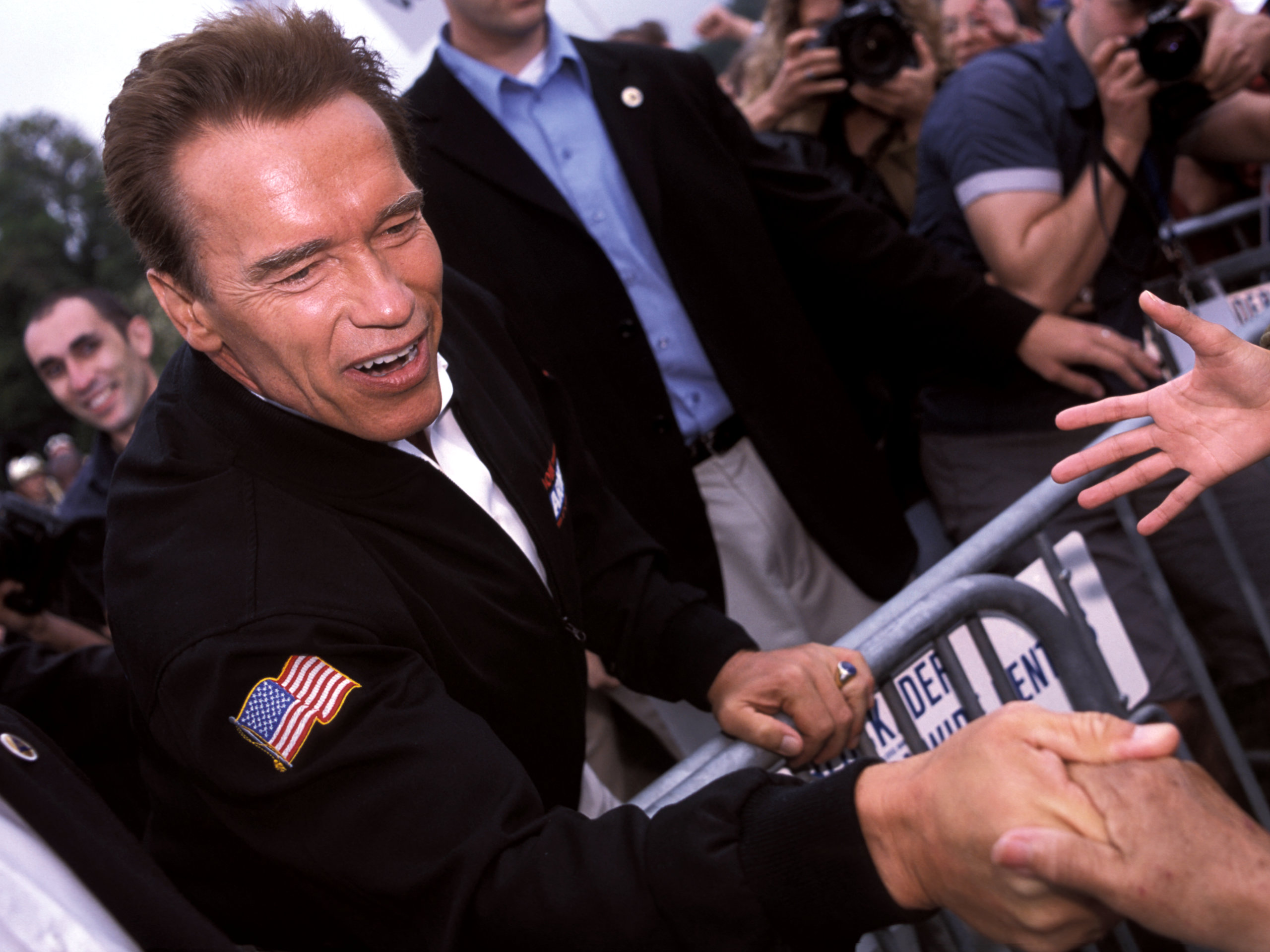
Schwarzenegger durante la campaña electoral.

- Atentados yihadistas en Casablanca (Marruecos).
- Arnold Schwarzenegger, actor estadounidense —nacido en Austria— es elegido gobernador del Estado de California.
- Revolución de las Rosas: Eduard Shevardnadze dimite como presidente de Georgia.
- Terremoto en el estado de Colima (México).

### 2004

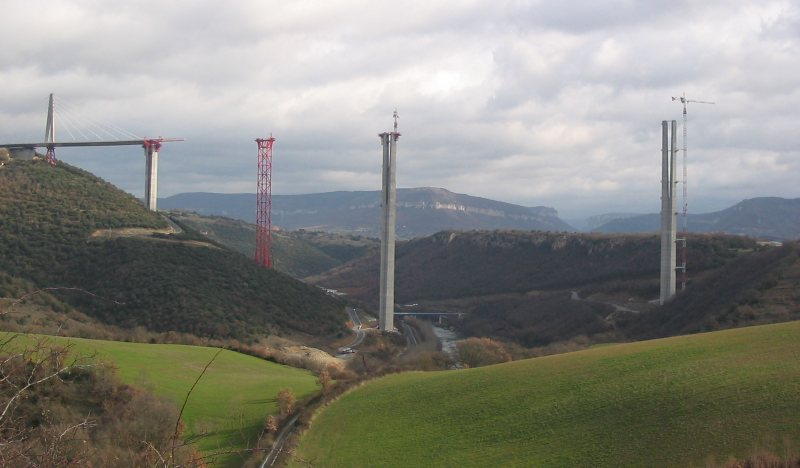
Parte sur del viaducto de Millau en Francia, durante su construcción (Fotografía realizada el 13 de enero de 2004).

- Boda en Madrid del Príncipe de Asturias con la periodista Letizia Ortiz Rocasolano.
- Fallece Yasir Arafat: Mahmud Abbas, le sucedió como presidente de la OLP y posteriormente a la presidencia de la Autoridad Nacional Palestina.
- América Latina:
  - Conformación de la Comunidad Sudamericana de Naciones.
  - Creación de la Alianza Bolivariana para las Américas en La Habana.
- Primer Fórum Universal de las Culturas en Barcelona (España).
- Se inaugura en Francia el viaducto de Millau, el más alto del mundo construido hasta el día de hoy.
- Un incendio en un local comercial cobra cerca de 400 vidas y centenares de heridos en Paraguay. Los dueños son acusados de cerrar las puertas, para evitar el robo de mercaderías.[24]

### 2005

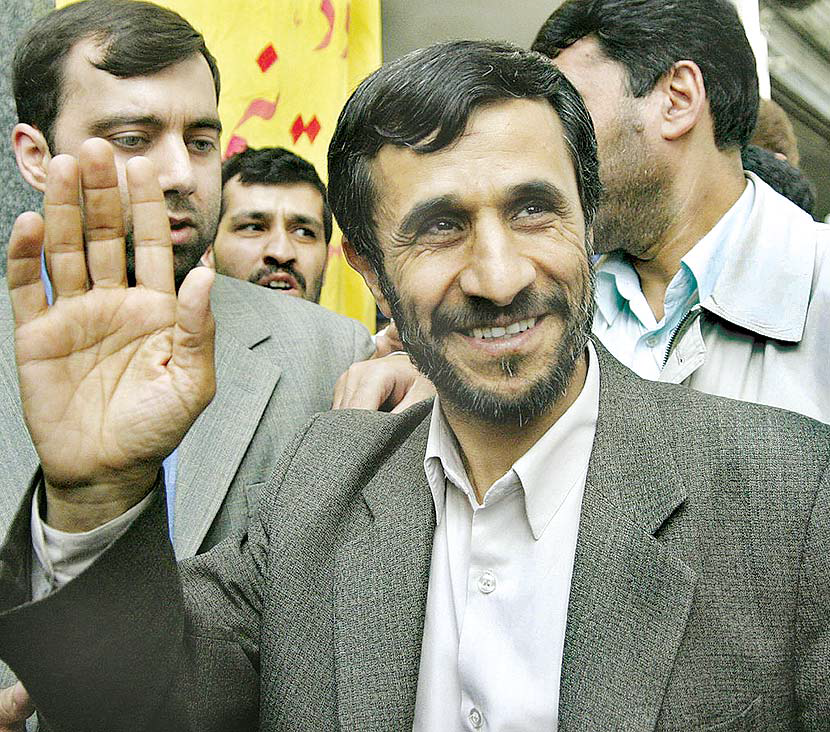
Mahmud Ahmadineyad, presidente de la República Islámica de Irán (2005-2013).

- Retirada de las tropas de Siria del Líbano.
- Mahmud Ahmadineyad es elegido presidente de Irán.
- Durante tres semanas, se produjeron graves disturbios en varias ciudades francesas.

### 2006
- América Latina:

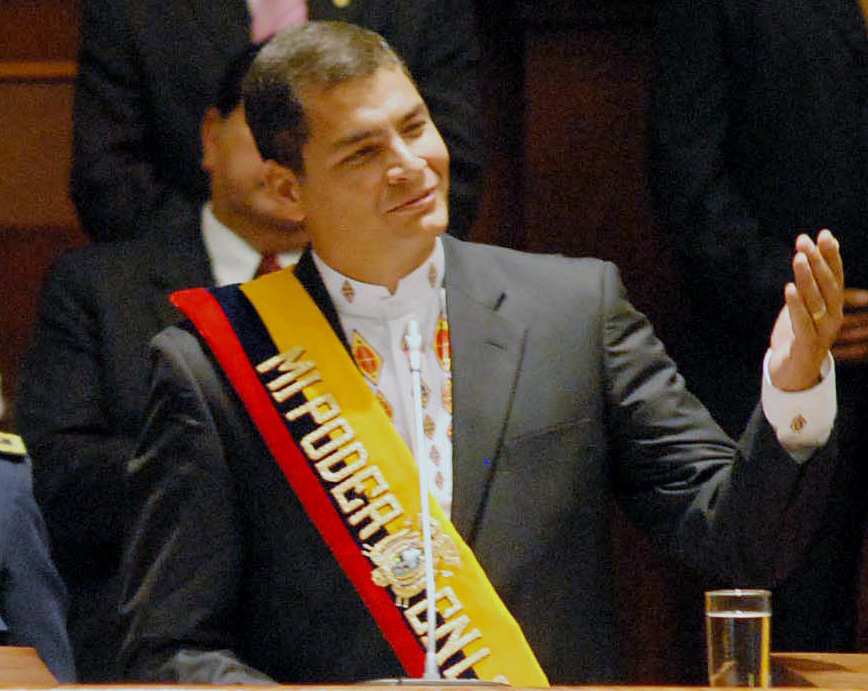
Rafael Correa, presidente del Ecuador (2007-2017).

  - Se inicia una de las mayores movilizaciones estudiantiles de la historia de Chile.
  - Rafael Correa es elegido presidente del Ecuador.
  - Hugo Chávez es reelegido por tercera vez como presidente de Venezuela.
- Primera prueba nuclear de Corea del Norte.
- España: La banda terrorista ETA asesina a 2 personas en un atentado en la T4 del aeropuerto de Madrid-Barajas.

### 2007

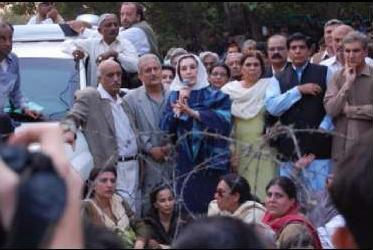
Benazir Bhutto, en su país natal, 48 días antes de ser asesinada por un terrorista suicida.

- Se crea la Unión de Naciones Suramericanas (UNASUR), que integra a todos los países de Sudamérica.
- El surcoreano Seung-Hui Cho asesina a 33 personas en la Universidad Virginia Tech (Estados Unidos) en la mayor matanza provacada por un tiroteo masivo, hasta 2017.
- Mueren los integrantes del Grupo Néctar en un trágico accidente de tráfico en Buenos Aires (Argentina).
- Desaparición de Madeleine McCann.
- Benazir Bhutto, líder del Partido Popular de Pakistán (PPP), es asesinada en un atentado poco después de su regreso a su país natal.
- Se dan a conocer las nuevas siete maravillas del mundo.

### 2008

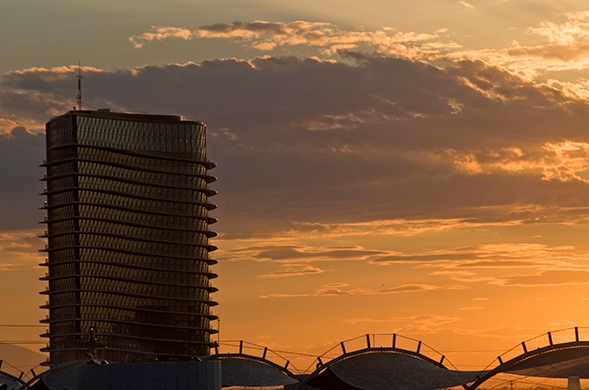
Exposición Internacional de Zaragoza.

- Entra en vigencia la nueva Constitución de la República de Ecuador.
- El precio de la onza de oro alcanza por primera vez en la historia la cifra de 1000 dólares.
- La Operación Fénix, provoca una crisis regional.
- Celebración entre el 14 de junio al 14 de septiembre de la Exposición Internacional de Zaragoza, bajo el lema «Agua y desarrollo sostenible».
- Terremoto en la provincia de Sichuan (China).

### 2009
- Venezuela: Se realiza una enmienda constitucional que hace que el presidente pueda ser reelegido indefinidamente.
- Perú: el expresidente Alberto Fujimori de 70 años de edad, es condenado a 25 años de prisión.
- Entrada en vigor del Tratado de Lisboa.
- Tiene lugar el 27 de julio, el eclipse solar total más largo del siglo XXI.

## Ciencia y tecnología
En esta década, Internet se ha consolidado como un vehículo para la comunicación masiva y el almacenamiento de información, especialmente después de la fase de la World Wide Web y la globalización de la información alcanza un nivel histórico sin precedentes. La disminución de los precios de acceso y las conexiones de banda ancha, que reemplazaron las conexiones de acceso telefónico de la década anterior, permitieron a las personas pasar más tiempo en Internet y no solo permitieron el acceso a la información, sino también la transferencia de video, audio y software con la mejora de velocidad de Internet. Aparecen las redes sociales, mensajería instantánea, tecnología VoIP y comercio electrónico. Desde esta década cambia mucho la forma en que las personas se relacionan entre sí, tanto a nivel personal como profesional. 
Durante esta década se ven varias transiciones, de los teléfonos celulares básicos a los teléfonos inteligentes, del VHS a DVD, pantallas y monitores CRT a LCD.  A finales de la década, los tubos de rayos catódicos ya no se fabricaban para televisores y monitores de computadora, dando paso a la pantalla de plasma y la pantalla LCD. El formato estándar de las nuevas pantallas fabricadas también ha cambiado, de 4:3 (aproximadamente cuadrado) a 16:9 (rectangular o panorámico).

### 2000
- Teléfono móvil Nokia 3310.
- Virus informático I love you.
- Lanzamiento de Windows Millennium —se convertiría en uno de los mayores fracasos de Microsoft—.
- Sale a la venta la videoconsola PlayStation 2 de Sony —la videoconsola más vendida de la historia—.
- Supuestamente ocurriría el Y2K, afortunadamente no sucedió.

### 2001
- Nacimiento de la página web Wikipedia que plantaría cara a las enciclopedias comerciales de papel y a Encarta.
- Nintendo lanza al mercado la videoconsola Nintendo GameCube y la videoconsola portátil Game Boy Advance.
- Sistema operativo Windows XP de Microsoft.
- Publicación de los estándares USB 2.0 y SATA.
- Microsoft lanza al mercado su primera consola, la Xbox.

### 2002
- Emule se convierte en el rey del P2P en ese año.
- Intel presenta Pentium 4 con HyperThreading.
- Sega abandona la fabricación de videoconsolas.
- Sony patenta la creación del Blu ray Disc.

### 2003
- Nace Skype.
- Nace Myspace.
- Se lanza al mercado el primer cable HDMI.
- Lanzamiento del Nokia 1100, el teléfono celular más vendido de la historia (a agosto de 2019).[25]

### 2004
- Inicia la página Facebook, la red social más importante y usada del mundo y las segunda página web más visitada a nivel mundial en la siguiente década.
- Google Mail (Gmail) aparece por primera vez.
- Flickr.
- PCI-Express.
- Firefox rivaliza con Explorer.
- Nintendo lanza la videoconsola portátil Nintendo DS —la videoconsola portátil más vendida de la historia—.
- Sony lanza su primer videoconsola portátil PlayStation Portable.
- Nacimiento de Ubuntu.
- Videocámaras de DVD y disco duro.

### 2005
- Nacimiento de la página Web de vídeos en línea, YouTube.
- Microsoft lanza la videoconsola Xbox 360.
- Nace Google Maps.
- Inicia la Guerra de formatos de disco ópticos de alta definición entre el Blu-ray Disc de Sony y el HD DVD de Toshiba.

### 2006
- Nace Twitter.
- Nace Spotify.
- Nintendo lanza al mercado la videoconsola Wii, la primera consola con un uso principal del control por movimiento.
- Sony lanza el sistema PlayStation 3 con un lanzamiento desastroso.
- Microsoft Zune se lanza al mercado.
- Microsoft Office 2007.

### 2007
- Se lanza el sistema operativo Windows Vista.
- Almacenamiento en la nube (Dropbox).
- Amazon Kindle.
- Lanzamiento del primer IPhone de la marca Apple.

### 2008
- Nace Google Chrome.
- HTC Dream, primer teléfono inteligente con el sistema operativo Android.
- Spotify.
- Dropbox.
- Toshiba abandona el desarrollo del formato HD DVD, dejando al Blu-ray Disc como el formato ganador.

### 2009
- Se lanza el sistema operativo Windows 7.
- Última edición de Microsoft Encarta.
- Fiebre del cine en 3D.
- Microsoft lanza al mercado el Kinect, un accesorio para Xbox 360 que permite usar el cuerpo como control.
- Disco SSD.

## Arquitectura

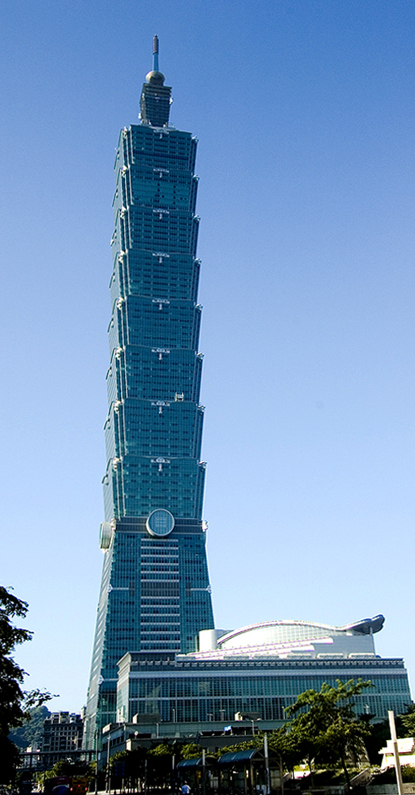
El Taipéi 101 fue el edificio más alto del mundo, desde 2004 hasta 2010.

- En 2004 se inauguró el primer edificio que superó los 500 metros en el mundo, el Taipéi 101 en Taiwán.
- 5 de marzo de 2006: El simbólico Edificio Diego Portales (que partió siendo la UNCTAD III en 1972) sufre un voraz incendio a las 16: 45 horas. Movilizó a más de 20 compañías de bomberos y se interrumpió el tránsito por la Alameda Bernardo Ohiggins, la estación Universidad Católica de la Línea 1 permaneció sin servicio. El salón plenario, destinado para un centro de convenciones fue totalmente destruido, además de los salones Blanco y Azul que fueron dañados en un 25%. Actualmente se llama Centro Cultural Gabriela Mistral.

## Cine

### 2000-2004
- 2000: Requiem for a Dream.
- 2000: Gladiator.
- 2001: Amélie.
- 2001-2003: Trilogía El Señor de los Anillos.
- 2001: Harry Potter y la piedra filosofal.
- 2002: Ciudad de Dios.
- 2002: El pianista.
- 2002: Spider-Man.
- 2003: Buscando a Nemo.
- 2003: Good Bye, Lenin!.
- 2004: Der Untergang.
- 2004: Million Dollar Baby.
- 2004: La Pasión de Cristo.
- 2004: Los Increíbles.

### 2005-2009
- 2005: Brokeback Mountain.
- 2005: Paradise Now.
- 2005: Star Wars: Episodio III - La venganza de los Sith.
- 2005: Orgullo y Prejuicio.
- 2006: The Departed.
- 2006: 300.
- 2007: 4 meses, 3 semanas, 2 días.
- 2007: Atonement.
- 2007: There Will Be Blood.
- 2007: Juno
- 2007: No Country for Old Men.
- 2008: Slumdog Millionaire.
- 2009: Avatar.
- 2009: 3 Idiots.

#### Mención a otras películas de la década

##### De 2000 a 2004
- 2000: Misión imposible 2.
- 2000: American Psycho.
- 2000: Pollitos en Fuga.
- 2000: The Road to El Dorado.
- 2000: The Emperor's New Groove.
- 2000: Erin Brockovich.
- 2000: Scary Movie.
- 2000: El Grinch.
- 2000: X-Men.
- 2000: Dinosaurio.
- 2001: Donnie Darko.
- 2001: Moulin Rouge!.
- 2001: Monsters, Inc.
- 2001: Shrek.
- 2001: Final Fantasy: The Spirits Within.
- 2001: El viaje de Chihiro.
- 2001: Jimmy Neutron: Boy Genius.
- 2001: Despertando a la vida.
- 2001: El planeta de los simios.
- 2001: Pearl Harbor.
- 2001: The Fast and the Furious.
- 2002: Star Wars: Episodio II - El ataque de los clones.
- 2002: Ice Age.
- 2002: Spirit: el corcel indomable.
- 2002: Lilo & Stitch.
- 2002: Die Another Day
- 2002: Atrapame si puedes .
- 2003: El último samurai.
- 2003: X-Men 2.
- 2003: 2 Fast 2 Furious.
- 2003: Pirates of the Caribbean: The Curse of the Black Pearl.
- 2003: Terminator 3: La rebelión de las maquinas.
- 2003: Perdidos en Tokio.
- 2004: Shrek 2.
- 2004: Spider-Man 2.
- 2004: El aviador.
- 2004: Closer.
- 2004: Eterno resplandor de una mente sin recuerdos.
- 2004: The Polar Express.
- 2004: Bob Esponja: la película.
- 2004: El espantatiburones.
- 2004: White Chicks.
- 2004: El Castigador.

##### De 2005 a 2009
- 2005: Batman Begins.
- 2005: King Kong.
- 2005: Madagascar.
- 2005: La guerra de los mundos.
- 2005: Wallace y Gromit: La batalla de los vegetales.
- 2005: Corpse Bride.
- 2005: Chicken Little.
- 2006: El código Da Vinci.
- 2006: Casino Royale.
- 2006: The Devil Wears Prada.
- 2006: Cars.
- 2006: Ice Age: The Meltdown.
- 2006: Happy Feet
- 2006: Monster House.
- 2006: Vecinos invasores.
- 2006: Una mirada a la oscuridad.
- 2006: Flushed Away.
- 2006: Paprika.
- 2006: La chica que saltaba a través del tiempo.
- 2006: Open Season.
- 2006: Bambi II.
- 2006: X-Men: The Last Stand.
- 2006: Misión imposible 3.
- 2007: Piratas del Caribe: en el fin del mundo.
- 2007: Meet the Robinsons.
- 2007: Spider-Man 3.
- 2007: Los Simpson: la película.
- 2007: Shrek tercero.
- 2007: Bee Movie.
- 2007: Surf's Up.
- 2007: Persépolis.
- 2007: August Rush.
- 2007: Norbit.
- 2007: Ratatouille.
- 2007: Transformers.
- 2008: Iron Man
- 2008: The Dark Knight.
- 2008: Quantum of Solace
- 2008: Ponyo
- 2008: WALL·E.
- 2008: Kung Fu Panda.
- 2008: Madagascar 2: Escape de África.
- 2008: Crepúsculo.
- 2008: Las crónicas de Narnia: el príncipe Caspian.
- 2008: Bolt.
- 2009: Watchmen.
- 2009: Inglourious Basterds.
- 2009: 2012.
- 2009: The Hangover.
- 2009: Transformers: la venganza de los caídos.
- 2009: Angeles y Demonios.
- 2009: Monsters vs Aliens.
- 2009: Coraline.
- 2009: Fantastic Mr. Fox.
- 2009: Mary and Max.
- 2009: The Princess and the Frog.
- 2009: Up.

Principales referencias:

## Televisión y series

### Estados Unidos

#### De 2000 a 2004
- CSI: Crime Scene Investigation
- Malcolm in the Middle
- Gilmore Girls
- Queer as Folk

### Argentina
- Rebelde Way

### Chile
- 31 minutos

### Colombia
- 2003-2004: Pasión de gavilanes

### España

#### Series españolas destacadas de la década
- 2000-2012: Hospital Central
- Policías, en el corazón de la calle
- 2001-2023: Cuéntame cómo pasó
- Un paso adelante
- Aquí no hay quien viva
- 2003-2008: Los Serrano
- Los hombres de Paco
- 2007-2010: El internado

### Series de animación

#### De 2000 a 2004
- - Los Padrinos Mágicos
  - Kim Possible
  - Ben 10: Alien Force
  - Masha y el Oso
  - Phineas y Ferb
  - Wizards of Waverly Place

## Animes

### 2000
- Digimon Adventure 02.
- Inuyasha.
- FLCL.

### 2001
- Digimon Tamers.

### 2002
- Digimon Frontier.
- Naruto.

### 2003
- Fullmetal Alchemist.

### 2006
- Digimon Data Squad.
- Ergo Proxy.
- Death Note.

### 2007
- Naruto Shippuden.

## Música

### 2000
- Madonna lanza su exitoso álbum (Music)
- Britney Spears lanza su hit "Oops!... I Did It Again".
- Mariah Carey lanza su álbum de estudio "Rainbow" con diferentes hits como "Can't Take That Away (Mariah's Theme)", "Heartbreaker" y "Thank God I Found You".
- Eminem saca el disco The Marshall Mathers LP que logra un gran éxito a nivel mundial.
- La banda de pop punk Sum 41 saca su primer disco Half Hour of Power obteniendo un reconocimiento medio en Canadá.
- La banda de happy punk llamada PXNDX saca Arroz con leche disco que tiene un éxito menor en México.
- Un disco recopilatorio de The Beatles llamado The Beatles One es lanzado en Estados Unidos.
- Blink-182 saca un álbum grabado en vivo: The Mark, Tom, and Travis Show (The Enema Strikes Back).
- Bon Jovi alcanza una vez más el éxito con su canción "It's My Life".
- Green Day lanza su disco Warning que tiene un éxito menor que Dookie, Insomniac o Nimrod.
- Shakira lanza su álbum en vivo MTV Unplugged.
- Coldplay hace su debut con Parachutes.
- Julieta Venegas publica su segundo álbum de estudio: Bueninvento.
- Linkin Park lanza su debut con Hybrid Theory.

### 2001
- Blink-182 lanza el disco Take Off Your Pants And Jacket.
- Comienzo del concurso musical Operación Triunfo.
- Shakira lanza su disco más vendido de la historia Laundry Service.
- Gorillaz lanza su álbum debut Gorillaz (álbum).
- Michael Jackson lanza su álbum de estudio invincible.
- Surge el grupo pop argentino Bandana.
- Britney Spears lanza su tercer álbum, Britney.
- John Mayer lanza su álbum debut Room For Squares.

### 2002
- Christina Aguilera lanza su álbum más emblemático y polémico, Stripped.
- La banda Nirvana lanza un disco recopilatorio con sus mejores temas.
- Shakira lanza su álbum recopilatorio Grandes éxitos.
- Shakira lanza su álbum edición especial Colección de oro.
- Coldplay lanza su segundo álbum de estudio A Rush of Blood to the Head, recibió muchas aclamaciones y es considerado el mejor álbum de la banda.
- Avril Lavigne lanza su álbum debut Let Go.
- My Chemical Romance lanza su primer álbum I Brought You My Bullets, You Brought Me Your Love
- El dúo ruso t.A.T.u. lanza su primer álbum en inglés 200 km/h in the Wrong Lane.
- Linkin Park lanza su segundo álbum Meteora (álbum)

### 2003
- Beyonce lanza su primer álbum de estudio Dangerously In Love comenzando su debut como solista.
- Julieta Venegas publica su tercer álbum de estudio Sí uno de los más destacados de la década en cuanto a música en español se refiere con los sencillos como Andar conmigo, Lento (canción de Julieta Venegas), y Algo está cambiando (canción).
- Metallica publica su octavo álbum de estudio St. Anger.

### 2004
- Shakira lanza su álbum en vivo en vivo y en privado.
- Green Day lanza su álbum American Idiot con el que alcanzó nuevamente el éxito.
- My Chemical Romance lanza su segundo álbum Three Cheers For Sweet Revenge
- Michael Jackson lanza un álbum recopilatorio con temas inéditos Michael Jackson: The Ultimate Collection.
- Avril Lavigne lanza su segundo álbum de estudio Under My Skin.

### 2005
- Shakira lanza el disco Fijación oral vol. 1.
- Panic! At The Disco lanza el Disco A Fever You Can't Sweat Out.
- Nickelback lanza el disco All The Right Reasons alcanzando un gran éxito comercial.
- Gorillaz lanza su segundo álbum de estudio Demon Days.
- Madonna lanza uno de sus más exitosos discos Confessions on a Dancefloor con "una imagen más familiar y electrónica" tras las polémicas con American Life (2003). Este disco tuvo varios sencillos exitosos, entre los que se destacan Hung Up, Sorry y Jump.
- Juanes lanza La Camisa Negra sencillo de su álbum Mi sangre (2004) que llegó al N.º 1 en más de 40 países.

### 2006
- Shakira lanza el disco Oral Fixation vol. 2.
- Shakira lanza su álbum recopilatorio Oral Fixation Volumes 1 & 2.
- Julieta Venegas publica su álbum con más ventas: Limón y sal.
- Nelly Furtado lanza el álbum más exitoso de su carrera, Loose que cuenta con varios sencillos producidos con Timbaland, entre ellos Promiscuous, Say It Right y Maneater.
- John Mayer lanza su exitoso álbum Continuum producido por él mismo, ganador del premio Mejor Álbum de Pop Masculino en los Grammy's de 2007
- My Chemical Romance lanza su tercer álbum, The Black Parade
- Taylor Swift lanza su primer álbum, el cual lleva su nombre.

### 2007,
- El cantante Bon Iver lanzó una de sus más famosas canciones Skinny Love.
- Shakira lanza su álbum en vivo Tour Fijación Oral.
- Avril Lavigne lanza su tercer álbum de estudio The Best Damn Thing, el cual generó el éxito Girlfriend.
- Britney Spears lanza el disco más controversial de su carrera, Blackout.
- Rihanna lanza su disco más vendido hasta la fecha Good Girl Gone Bad.
- Héroes del Silencio lanza su disco de la gira 2007 Tour 2007.

### 2008
- Coldplay lanza Viva la Vida or Death and All His Friends siendo uno de los CD más vendidos de la década y su segundo sencillo Viva la vida un éxito global.
- Lady Gaga hace su debut con unos de los álbumes más vendidos de la historia The Fame haciéndose conocer como fenómeno mundial con grandes éxitos como Poker Face, Just Dance y Paparazzi .
- Panic! At The Disco lanza su segundo disco Pretty. Odd.
- Julieta Venegas publica su primer álbum en vivo MTV Unplugged (álbum de Julieta Venegas) que cuenta con la participación de Gustavo Santaolalla, Mala Rodríguez, Juan Son, Sol Pereyra,Natalia Lafourcade, Jaques Morelenbaum entre otros. Es considerado como uno de los mejores conciertos en este formato.
- Katy Perry hace su debut en la música pop con su primer álbum One Of The Boys con grandes éxitos mundiales como I Kissed A Girl su primer sencillo número 1 en la lista Billboard Hot 100 y Hot N Cold, alcanzando la fama mundial.
- Taylor Swift lanza su segundo álbum de estudio Fearless con éxitos como Love Story y You Belong with Me.
- Guns N' Roses regresa con su nuevo álbum de estudio llamado Chinese Democracy.
- Soda Stereo lanza dos álbumes de su gira Me Verás VolverGira Me Verás Volver (álbum).
- The Police lanza un álbum en vivo "Certifiable: Live in Buenos Aires" de su presentación en Buenos Aires.

### 2009
- El cantante estadounidense Michael Jackson muere en Los Ángeles debido a un paro cardíaco. La noticia conmovió al mundo y a la industria musical.
- Madonna finaliza su exitosa gira Sticky & Sweet Tour y se convierte en la artista femenina con la gira más recaudadora de todos los tiempos al recaudar $408 millones de dólares. Hasta el día de hoy ella mantiene este récord.
- Shakira lanza el disco Loba/She Wolf, el segundo disco de Shakira (después de Servicio de Lavandería/Laundry Service en 2001) en tener dos versiones, una en inglés y otra en español.
- OneRepublic lanza su disco Waking Up.
- Green Day lanza su álbum 21st Century Breakdown.

## Videojuegos

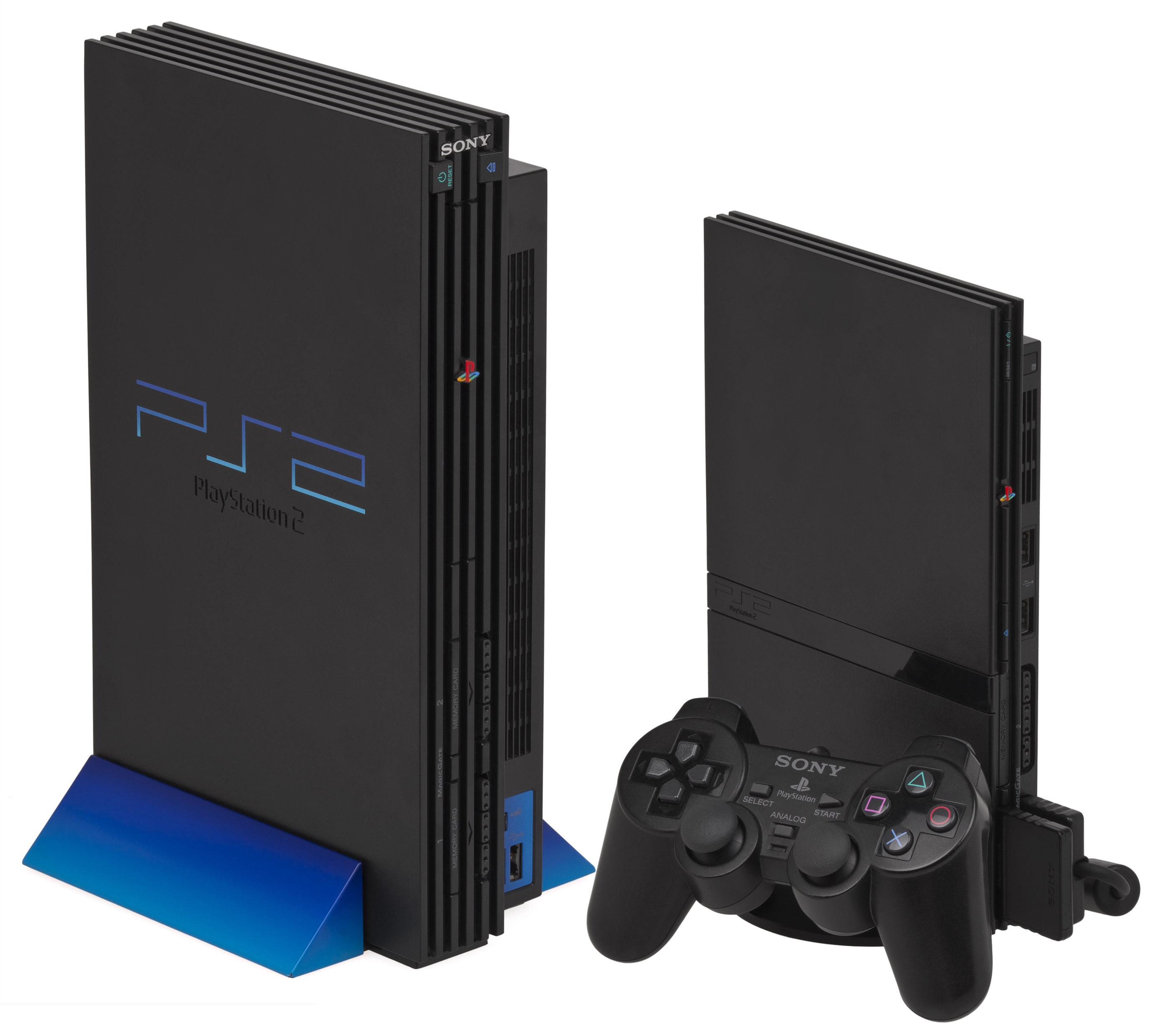
PlayStation 2 es la consola más vendida de la historia de los vidoejuegos

### 2000-2004
- 2000: Deus Ex
- 2000: Skies of Arcadia
- 2000: The Legend of Zelda: Majora's Mask
- 2000: Final Fantasy IX
- 2000: Paper Mario
- 2001: Grand Theft Auto III
- 2001: Halo: Combat Evolved
- 2001: Final Fantasy X
- 2001: Super Smash Bros Melee
- 2001: Shenmue II
- 2001: Devil May Cry
- 2002: Ico
- 2002: Kingdom Hearts
- 2002: Metroid Prime
- 2002: Grand Theft Auto: Vice City
- 2002: Super Mario Sunshine
- 2003: Prince of Persia: Las Arenas del Tiempo
- 2003: Call of Duty
- 2004: Half-Life 2 —Nombrado juego de la década en la décima edición de los Video Game Awards y en una encuesta del diario inglés The Guardian—
- 2004: Ninja Gaiden
- 2004: Grand Theft Auto: San Andreas
- 2004: World of Warcraft

### 2005-2009
- 2005: God of War
- 2005: Resident Evil 4
- 2005: Kingdom Hearts II
- 2005: Shadow of the Colossus
- 2005: Need for Speed: Most Wanted

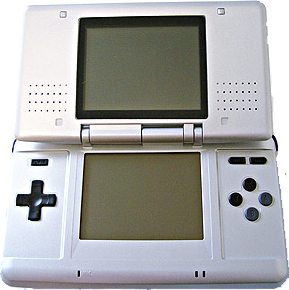
Nintendo DS

- 2006: The Legend of Zelda: Twilight Princess
- 2006: Wii Sports
- 2006: Bully
- 2007: BioShock
- 2007: Call of Duty 4: Modern Warfare
- 2007: Gears of War
- 2007: Super Mario Galaxy
- 2007: Crisis Core: Final Fantasy VII
- 2007: Uncharted: El tesoro de Drake
- 2007: Team Fortress 2
- 2007: God of War II
- 2007: Dragon Ball Z: Budokai Tenkaichi 3
- 2007: Assassins Creed
- 2008: Mario Kart Wii
- 2008: Super Smash Bros Brawl
- 2008: Grand Theft Auto IV
- 2008: Dead Space
- 2009: Demon's Souls
- 2009: Minecraft
- 2009: Uncharted 2: El reino de los ladrones
- 2009: Wii Sports Resort
- 2009: Bayonetta
- 2009: Batman Arkham Asylum

#### Mención a otros videojuegos de la década
- 2000: Banjo-Tooie
- 2000: Tomb Raider: Chronicles
- 2000: Dino Crisis 2
- 2002: Eternal Darkness: Sanity's Requiem
- 2002: The Legend of Zelda: The Wind Waker
- 2003: Tomb Raider: El ángel de la oscuridad
- 2004: Halo 2
- 2004: Kuon
- 2004: Prince of Persia: El Alma del Guerrero
- 2005: Roblox
- 2006: Tomb Raider: Legend
- 2007: Halo 3
- 2007: The World Ends with You
- 2007: Tomb Raider: Anniversary
- 2008: Mirror's Edge
- 2008: Tomb Raider: Underworld
- 2008: Prince of Persia
- 2009: Plants vs Zombies
- 2009: Angry Birds

## Deportes

### 2000

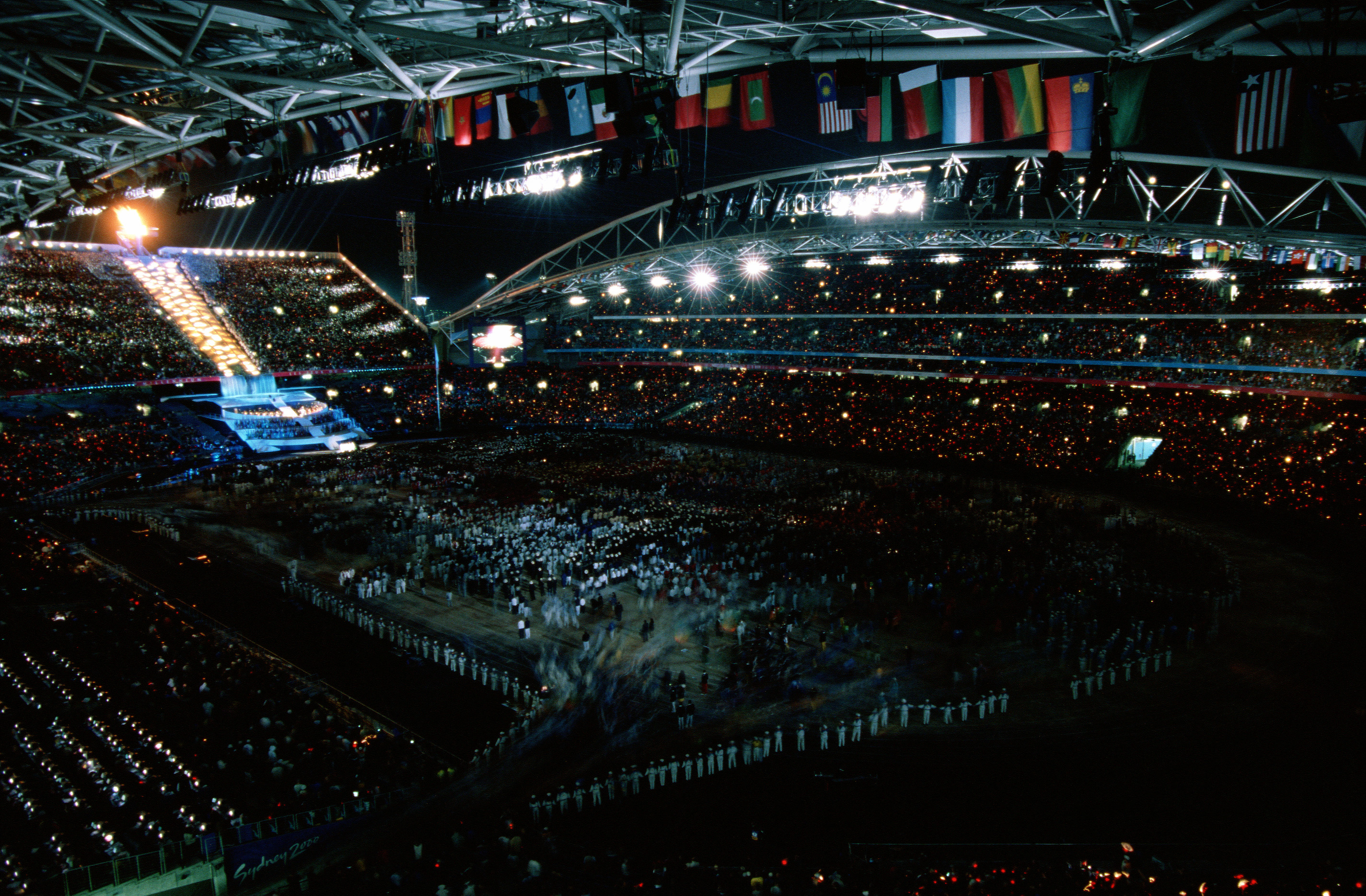
Fotografía tomada tras el final de la ceremonia de apertura de los Juegos Olímpicos de Sídney (15 de septiembre de 2000).

- Celebración de la XXVII edición de los Juegos Olímpicos y de la XI edición de los Juegos Paralímpicos en Sídney (Australia).
- La selección de fútbol francesa conquista su segunda Eurocopa —celebrada en Países Bajos y Bélgica— tras vencer a Italia en la final por 2-1 tras lograr David Trezeguet el «gol de oro».
- En el mismo año que se celebra el centenario de existencia del torneo, España alza su primera Copa Davis tras vencer a Australia 3-1 en la final celebrada en el Palau Sant Jordi en Barcelona.
- El Deportivo de La Coruña gana su primera y única Liga.
- El Real Madrid logra su octava Copa de Europa tras vencer en la primera final de equipos del mismo país al Valencia por 3-0.
- El Real Madrid ficha al capitán y emblema barcelonista, Luís Figo.
- Serie de los sillazos.
- España protagoniza una de las mayores trampas de la historia del deporte, al ganar la medalla de oro paralímpica de baloncesto de discapacitados intelectuales en Sídney, cuando en ese combinado nacional sólo contaba con dos jugadores con discapacidad.

### 2001

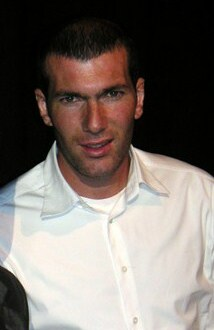
El futbolista francés, Zinedine Zidane durante su etapa como jugador madridista.

- La selección de fútbol de Colombia se proclama campeona de América por primera vez en su historia.
- El Real Madrid ficha a Zinedine Zidane —quien tendría el récord de ser el fichaje más caro de la historia hasta 2009—.
- El Liverpool se alza con la Copa de la UEFA al vencer en la final al Alavés por 5-4, en uno de los mejores partidos de fútbol de la historia.
- Tiger Woods se consolida como uno de los mejores jugadores de golf de todos los tiempos, al conseguir el Masters de Augusta ya que, de este modo, conseguía hacerse con los cuatro Majors de forma consecutiva (aunque en años diferentes).
- La piloto alemana, Jutta Kleinschmidt primera y hasta la fecha (año 2024) única mujer en ganar el Rally París-Dakar.
- Impresionante regreso al circuito de la WTA de la tenista estadounidense, Jennifer Capriati alzandose con dos títulos de Grand Slam.
- El tenista croata, Goran Ivanišević gana el torneo de Wimbledon, siendo hasta la fecha el primer y único jugador que ganaba un Grand Slam con una wild card.

Principal referencia:

### 2002

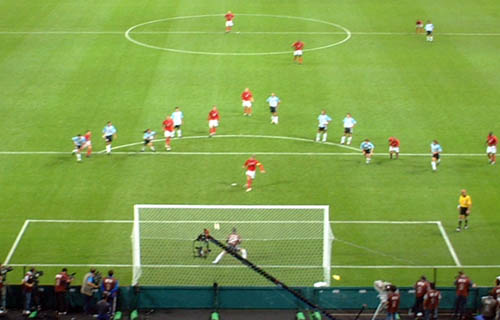
Instante en el que David Beckham anota el gol de la victoria de la selección inglesa ante la selección albiceleste en el partido que enfrentaron a ambos combinados nacionales en el Mundial.

- Celebración de la XIX edición de los Juegos Olímpicos de Invierno  y de la VIII edición de los Juegos Paralímpicos de Invierno en Salt Lake City (Estados Unidos).
- La selección brasileña de fútbol se proclama pentacampeona del mundo al ganar en la final a Alemania por 2-0 (los dos goles de Ronaldo) en el primer Mundial celebrado conjuntamente por dos países (Japón y Corea del Sur) y en el continente asiático.
- Centenariazo: El Deportivo de la Coruña vence al Real Madrid en la final de la Copa del Rey que se disputó el día que el equipo blanco cumplía cien años.
- El Real Madrid conquista su Novena Copa de Europa al vencer al Bayer Leverkusen por 2-1, tras un inolvidable gol de Zidane de volea.
- Yugoslavia conquista su quinto Mundial de baloncesto al vencer en la final a Argentina, en un torneo que será recordado por las tres derrotas que sufrió la selección estadounidense
- Jennifer Capriati logra su tercer Grand Slam en un año al vencer en la final del Open de Australia a Martina Hingis tras remontarle cuatro «match balls».
- Pau Gasol, se convierte en el primer jugador que no es de nacionalidad estadounidense en ser nombrado Rookie del Año en la NBA.
- La gimnasta artística española Elena Gómez logra el título mundial de suelo en el Campeonato Mundial de Debrecen.
- La imagen de la cabeza de un cochinillo lanzada al césped del Camp Nou, cuando se disponía a sacar un saque de esquina Luís Figo en el Clásico, da la vuelta al mundo.
- Celebraciónes: 
  - Juegos de la Mancomunidad en Mánchester (Reino Unido).
  - Juegos Centroamericanos y del Caribe en San Salvador (El Salvador).

Principal referencia:

### 2003
- Inglaterra alza su primera Copa Mundial de Rugby —convirtiéndose en la primera selección del hemisferio norte en lograrlo—.
- Emanuel Ginóbili.
- Retiradas definitivas de Michael Jordan —baloncesto— y Pete Sampras —tenis—.
- El tenista suizo Roger Federer consigue su primer título de Grand Slam en Wimbledon.
- El club de fútbol peruano Cienciano, se corona campeón por primera vez de la Copa Sudamericana.
- El AC Milan conquista su sexta Copa de Europa tras vencer en la segunda final en la que se enfrentan dos equipos del mismo país a la Juventus de Turín en la tanda de penaltis (3-2) tras acabar el choque en empate a cero.
- Llegan a LaLiga española David Beckham fichado por el Real Madrid y Ronaldinho fichado por el FC Barcelona.
- Boca Juniors obtiene su quinta Copa Libertadores tras vencer al Santos de Brasil en la final.

Principal referencia:

### 2004
- Celebración de la XXVIII edición de los Juegos Olímpicos y de la XII edición de los Juegos Paralímpicos en Atenas.
  - 28 de agosto; el día más importante del deporte de la Argentina.
- En la Eurocopa celebrada en Portugal se produce una de las mayores sorpresas de la historia del deporte al lograr Grecia vencer en la final a Portugal por 0-1.
- El piloto alemán Michael Schumacher se proclama heptacampeón del mundo de Fórmula-1.
- Dos equipos de fútbol que no entraban en ningún pronóstico para la victoria final se proclaman campeones en sus respectivos continentes: el Porto en Europa y el Once Caldas en Sudamérica.
- El Arsenal conquista la Premier League con la peculiaridad de ser el segundo equipo en lograrlo sin perder ningún partido desde hacía 115 años.
- 86 años después terminó «la maldición»: los Boston Red Sox volvieron a proclamarse campeón de la Serie Mundial de béisbol.
- La selección de fútbol de San Marino logra su primera y única victoria en un encuentro oficial ante la selección de Liechtenstein por 1-0.
- Pelea entre Detroit Pistons e Indiana Pacers.
- El Club Atlético Newell's Old Boys se consagra campeón del fútbol argentino tras 12 años logrando la mayor movilización de hinchas de visitante en la historia del fútbol argentino cuando arribaron al estadio del Club Atlético Independiente 40.000 hinchas para ver la consagración de su equipo en la última jornada del campeonato.
- Lionel Messi debuta a los 17 años en el FC Barcelona, iniciando una era en años venideros.

Principal referencia:

### 2005
- El piloto español de Fórmula 1, Fernando Alonso se proclama campeón del mundo y en el piloto más joven de la historia en lograrlo (récord que le arrebataría Lewis Hamilton en 2008).
- En la que para muchos aficionados y profesionales es calificada la mejor de final de la Champions League de la historia, el «Spanish Liverpool» de Rafa Benítez realiza el Milagro de Estambul, al remontarle en el segundo tiempo un 3-0 en contra al Milán y vencer al equipo italiano en la tanda de penaltis.
- El Real Betis Balompié conquista su segunda Copa del Rey en el Vicente Calderón ante el Club Átletico Osasuna.
- El Barcelona vence por 0-3 al Real Madrid en el Santiago Bernabéu y Ronaldinho es aplaudido por los aficionados del club blanco.
- Rafa Nadal logra el primero de sus torneos de Roland Garros.
- David Nalbandián.

Principal referencia:

### 2006
- Celebración de la XX edición de los Juegos Olímpicos de Invierno y de la IX edición de los Juegos Paralímpicos de Invierno en Turín (Italia).
- La selección de fútbol de Italia se proclama tetracampeona del mundo al ganar en la tanda de penaltis —por segunda vez en la historia de los Mundiales se delucia así al ganador— a Francia por 5-3 tras acabar la final en empate a uno.
- Mundial de Baloncesto.
- El FC Barcelona con Ronaldinho como su máxima estrella se alza con su segunda Champions League —14 años después— tras vencer al Arsenal.
- Dimisión de Florentino Pérez tras seis años de presidencia del Real Madrid.
- Caso Calciopoli, el histórico equipo de la Juventus desciende a segunda división.
- El Málaga conquista su primera y única Liga ACB.
- El motociclista estadounidense, Nicky Hayden
- Celebración de los Juegos de la Mancomunidad en Melbourne (Australia) y de los Juegos Centroamericanos y del Caribe en Cartagena de Indias (Colombia).

Principal referencia:

### 2007
- España conquista dos Tour de Francia en el mismo año al ganarlo Alberto Contador y Óscar Pereiro recibiendo el reconocimiento como vencedor de 2006, tras agotarse los recursos de Landis por dopaje.
- Fallece el jugador del Sevilla, Antonio Puerta a causa de una displasia arritmogénica.
- En el partido de semifinales de la Copa del Rey entre el FC Barcelona y el Getafe, Messi marca un gol que es prácticamente parecido al mejor gol de la historia que marcó Maradona ante Inglaterra en el Mundial de 1986.
- El Real Madrid logra su trigésimo título liguero en una de las ligas más disputadas en los últimos años.
- Marion Jones.
- Sudáfrica campeón por segunda vez de la Copa Mundial de Rugby.
- Irak es campeón de la Copa Asiática.
- Boca Juniors es campeón de la Copa Libertadores.
- Celebración de los Juegos Panamericanos en Río de Janeiro, Brasil.

Principal referencia:

### 2008
- Celebración de la XXIX edición de los Juegos Olímpicos y de la XIII edición de los Juegos Paralímpicos en Pekín.
  - Michael Phelps.
  - Argentina gana por segunda vez consecutiva la medalla de oro de fútbol.
- 44 años después la selección española conquista su segunda Eurocopa —celebrada en Austria y Suiza— al vencer en la final a Alemania por 1-0.
- Rafa Nadal conquista su primer título de Wimbledon tras vencer en la final a Roger Federer en la final más larga y épica del torneo.
- Liga de Quito es campeón de la Copa Libertadores.
- Super Bowl XLII.

Principal referencia:

### 2009
- El atleta jamaicano Usain Bolt establece el récord de los 100 metros lisos en 9 segundos y 58 centésimas en el Mundial de Atletismo de Berlín.
- El FC Barcelona entrenado por Pep Guardiola se convertía en el primer equipo en lograr el Sextuplete.
- El Barcelona vence al Real Madrid en el Santiago Bernabéu por 2-6.
- El Real Madrid ficha a Cristiano Ronaldo que marcaría una era en años venideros.
- La selección de fútbol de Bolivia vence a Argentina en un partido de la fase de clasificación del Mundial de 2010 por 6-1.
- El Real Madrid es eliminado en dieciseisavos de final por un equipo de Segunda B, el Alcorcón tras perder en el partido de ida por 4-0, un encuentro que se recuerda como «el Alcorconazo».
- Yankees de Nueva York logra su título número 27 de serie mundial derrotando a los Phillips de Philadelphia convirtiéndose así en la franquicia más ganadora del deporte estadounidense.
- Fallece el jugador de fútbol Dani Jarque a causa de una asistolia.
- Debido a una depresión, el futbolista alemán Robert Enke se quitó la vida.
- Valentino Rossi logra su noveno título del mundo, séptimo en la máxima categoría del motociclismo.
- Juan Martín del Potro.
- El Club Universitario de Deportes, logra quedar campeón luego de 8 años, desde 2000 no era campeón.

Principal referencia:

## Literatura
- 2002: El Psicoanalista de John Katzenbach, Nieve de Orhan Pamuk

- 2003: El Código Da Vinci de Dan Brown

- 2005: Crepúsculo de Stephenie Meyer

- 2007: Cazadores De Sombras de Cassandra Clare

- 2009: The Hunger Games de Suzanne Collins

## Enlaces de interés
- Wikimedia Commons alberga una categoría multimedia sobre Años 2000.
- La historia de la Década de 2000 en imágenes
- Cincuenta instantes para la década
- Las mejores imágenes deportivas de la Década de 2000. Un especial de Marca.com
- La década deportiva en 50 imágenes

- Datos: Q35024
- Multimedia: 2000s / Q35024